# Olocausto in Boemia e Moravia
L'Olocausto in Boemia e Moravia si riferisce agli eventi legati alla deportazione, all'espropriazione e alla morte di 80.000 ebrei, la maggior parte della popolazione prima della seconda guerra mondiale, tra il 1939 e il 1945 nelle regioni cecoslovacche annesse alla Germania.

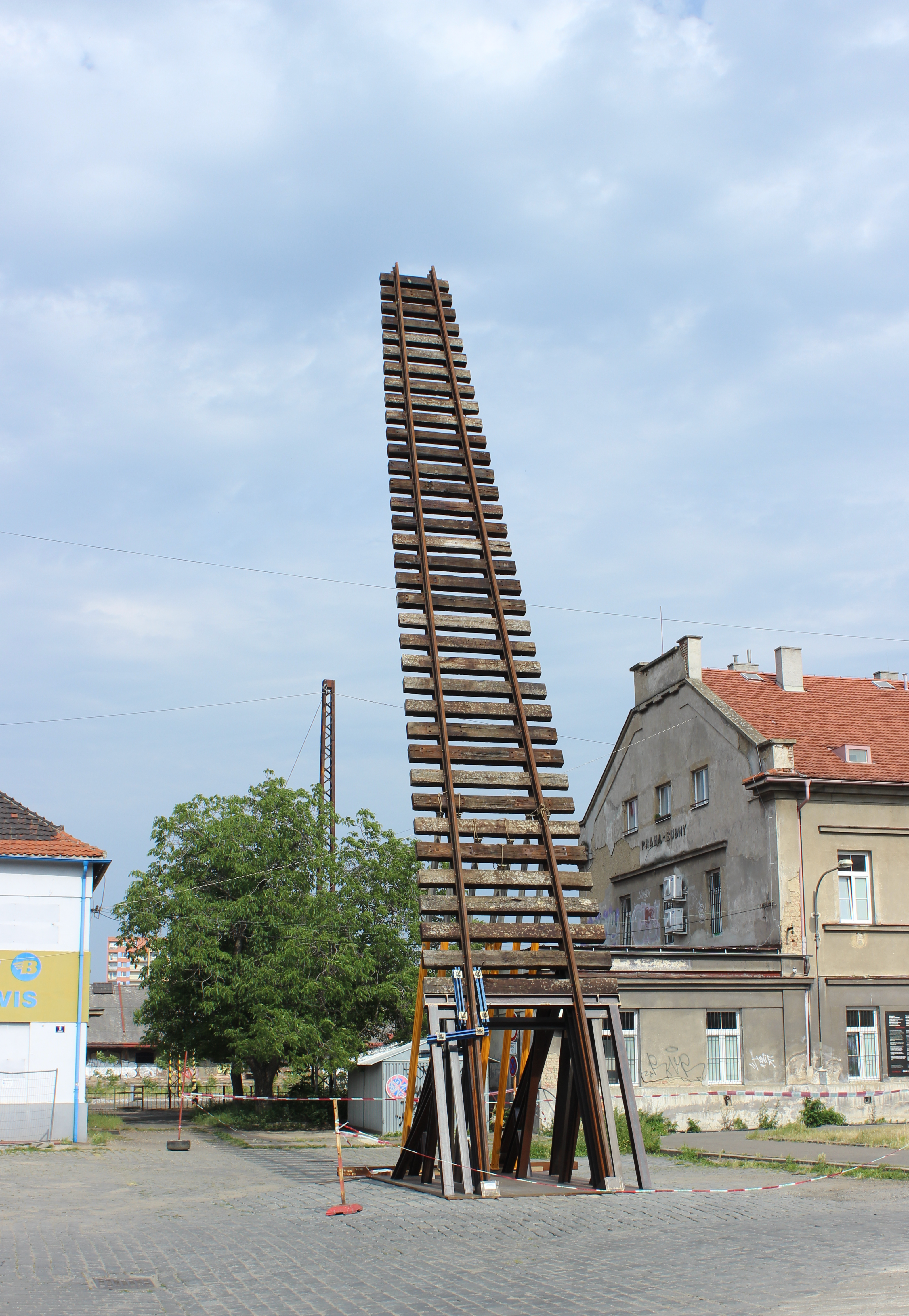
Il memoriale presso la stazione ferroviaria di Praha – Bubny che commemora la deportazione delle decine di migliaia di ebrei attraverso la stazione

Prima dell'Olocausto, gli ebrei in Boemia furono la comunità ebraica più integrata d'Europa, dove l'antisemitismo fu sentito in maniera minore. Le prime leggi anti-ebraiche furono imposte dalla Cecoslovacchia in seguito all'accordo di Monaco del 1938 e all'occupazione tedesca dei Sudeti. Dopo l'invasione tedesca e l'occupazione del resto delle regioni ceche nel 1939, fu istituito il Protettorato di Boemia e Moravia. In seguito all'invasione, seguirono ulteriori misure anti-ebraiche, imposte principalmente dall'amministrazione del protettorato formata sia da funzionari tedeschi che cechi: gli ebrei furono privati delle loro attività e delle loro proprietà, furono obbligati ai lavori forzati e furono soggetti a varie normative discriminatorie tra cui l'obbligo di indossare la stella gialla dal settembre 1941, molti furono sfrattati dalle loro case e trasferiti in alloggi scadenti.
Circa 30.000 ebrei, dei 118.310 della popolazione precedente all'invasione, riuscirono ad emigrare. La prima deportazione degli ebrei avvenne nell'ottobre del 1939 nell'ambito del Piano Nisko. Nell'ottobre 1941, iniziarono le deportazioni di massa degli ebrei verso il ghetto di Łódź. Da novembre, i trasporti partirono destinati al ghetto di Theresienstadt, un ghetto/campo di transito che per molti rappresentò un punto di sosta temporaneo prima della deportazione nei ghetti, nei campi di sterminio e negli altri luoghi di sterminio nell'est. Entro la metà del 1943, la maggior parte degli ebrei rimasti nel protettorato sfruttarono i matrimoni misti per sfuggire alla deportazione.
Complessivamente, durante l'Olocausto morirono circa 80.000 ebrei provenienti dalla Boemia e dalla Moravia. Dopo la guerra, gli ebrei sopravvissuti, in particolare quelli che si identificarono come tedeschi prima della guerra, affrontarono molti ostacoli per riavere le loro proprietà e per integrarsi di nuovo nella maggioranza ceca: alcuni furono deportati durante l'espulsione dei tedeschi dalla Cecoslovacchia, la maggior parte degli ebrei emigrò prima o dopo il colpo di stato comunista del 1948.
Il ricordo dell'Olocausto è stato soppresso nella Cecoslovacchia comunista, ma è diventato più sentito dopo la caduta del comunismo nel 1989.

## Contesto storico

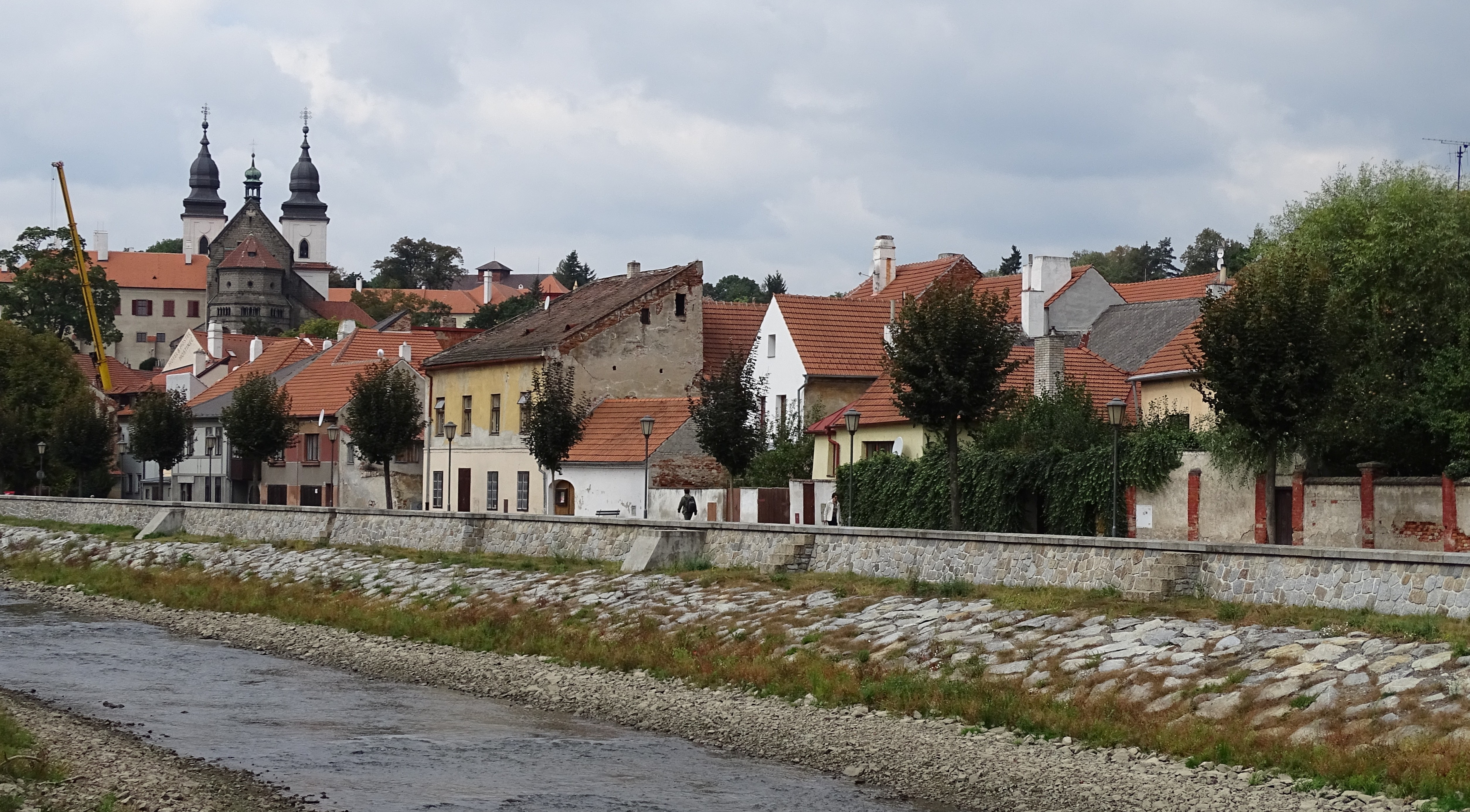
Quartiere Ebraico di Třebíč, riconosciuto Patrimonio dell'Umanità dall'UNESCO

Le prime comunità ebraiche in Boemia e Moravia furono probabilmente presenti fin dall'XI secolo, sotto il dominio della dinastia dei Přemyslidi. Le comunità ebraiche medievali nacquero a Praga, Brno, Cheb, Příbram, Pilsen, Jihlava, Znojmo e Olomouc. Gli ebrei furono espulsi dalla maggior parte delle città nel XV e XVI secolo su richiesta della borghesia a causa delle rivalità economiche e delle tensioni religiose. Dal 1526, Boemia e Moravia furono sotto il dominio della monarchia asburgica. Nel 1557 Ferdinando I espulse gli ebrei dalla Boemia ma non dalla Moravia, tramite un decreto che non fu mai pienamente applicato. La piena libertà di residenza fu concessa nel 1623, ma annullata dalla legge sui familiari nel 1726 che limitò l'insediamento ebraico a 8.541 famiglie in Boemia e 5.106 famiglie in Moravia. Alcuni ebrei emigrarono mentre altri si dispersero nei piccoli villaggi per eludere le restrizioni. La legge fu abrogata nel 1848.
Nel diciannovesimo secolo, il movimento di Rinascita nazionale ceco si mosse per l'autonomia della maggioranza di lingua ceca nella regione. Durante il 1890, la maggior parte degli ebrei boemi e moravi erano di lingua tedesca e si consideravano tedeschi. Tra la fine del XIX e l'inizio del XX secolo, migliaia di ebrei giunsero a Praga e nelle altre città della Boemia e della Moravia da piccoli villaggi e paesi.
Dopo la fine della prima guerra mondiale nel 1918, Boemia e Moravia divennero parte del nuovo stato della Cecoslovacchia, compreso il territorio dei Sudeti, a maggioranza etnico-tedesca. Negli anni '30, gli ebrei di lingua tedesca furono superati numericamente dagli ebrei assimilati di lingua ceca. Il sionismo si fece strada anche tra gli ebrei della Moravia e dei Sudeti. Dei 10 milioni di abitanti delle regioni ceche, compresi i Sudeti, gli ebrei costituivano circa l'1% (117.551), secondo il censimento del 1930. A quel tempo, la maggior parte degli ebrei viveva nelle grandi città come Praga (35.403 ebrei, dove costituivano il 4,2% della popolazione), Brno (11.103, 4,2%) e Moravská Ostrava (6.865, 5,5%).
Tra il 1917 e il 1920 si verificarono delle rivolte antiebraiche e molti ebrei subirono le conseguenze dei pregiudizi antisemiti nella loro vita quotidiana. L'antisemitismo nelle regioni ceche fu meno sentito che altrove nell'Europa centrale e orientale e fu un fenomeno marginale dopo il 1920. A seguito di un forte calo dell'osservanza religiosa nel diciannovesimo secolo, la maggior parte degli ebrei boemi fu indifferente alla religione, sebbene questo fosse meno vero in Moravia. Il secolarismo tra ebrei e non ebrei facilitò l'integrazione. Gli ebrei boemi avevano il più alto tasso di matrimoni misti in Europa; tra il 1928 e il 1933, il 43,8 per cento si sposò per fede di cui il 30 per cento in Moravia. Dato l'alto tasso di integrazione, in seguito fu difficoltoso identificare gli ebrei cechi per la deportazione e l'omicidio.

### La Seconda Repubblica Cecoslovacca

Occupazione tedesca della Cecoslovacchia nel 1938 e nel 1939

La Cecoslovacchia accettò le migliaia di ebrei tedeschi in fuga dalla persecuzione nazista, nonostante la politica di destra abbia portato alle restrizioni all'immigrazione e alla fine della persecuzione razziale come motivo accettato per chiedere asilo a metà degli anni '30. Allo stesso tempo, l'antisemitismo crebbe in aumento in Cecoslovacchia. Nel febbraio 1938, molti ebrei di cittadinanza polacca furono espulsi dalla Polonia. Alcuni di loro furono immediatamente respinti dalla polizia polacca, mentre altri rimasero bloccati lungo il confine. Dopo l'annessione tedesca dell'Austria nel marzo 1938, fu negato l'ingresso a tutti i profughi austriaci, e per questo motivo gli ebrei polacchi deportati dall'Austria furono trasportati sul confine polacco.
Nel settembre 1938, l'accordo di Monaco portò all'annessione della regione dei Sudeti alla Germania. Circa 200.000 persone fuggirono o furono espulse dalle aree annesse, compreso più del 90% dei 30.000 ebrei residenti. Le autorità cecoslovacche cercarono di impedire agli ebrei di attraversare il nuovo confine anche se l'accordo di Monaco permnise la possibilità di mantenere la cittadinanza cecoslovacca. Alcuni dei profughi ebrei dovettero aspettare diversi giorni lungo il confine. Mentre i rifugiati etnicamente cechi sono stati accolti e integrati, gli ebrei e tedeschi antifascisti sono stati costretti ad andarsene immediatamente. L'arrivo dei rifugiati ebrei di lingua tedesca contribuì a un aumento dell'antisemitismo nello stato cecoslovacco, legato alla definizione mutevole di nazionalità e della cittadinanza, che nel frattempo divenne etnicamente esclusiva.
A metà dicembre, Rudolf Beran, primo ministro del governo autoritario ed etnonazionalista della Seconda Repubblica Cecoslovacca, annunciò di voler "risolvere la questione ebraica". Nel gennaio 1939, agli ebrei immigrati in Cecoslovacchia dopo il 1914, compresi i cittadini naturalizzati, fu ordinata la deportazione dal paese. Gli stranieri riconosciuti non etnicamente cechi, slovacchi o russini dovettero lasciare il paese entro sei mesi e fu sistematicamente negata la cittadinanza cecoslovacca ai rifugiati ebrei nei Sudeti: questa denaturalizzazione fu bloccata a metà del 1939 dalle autorità di occupazione tedesche, dato che impedì agli ebrei di emigrare. Nel contempo, gli ebrei furono banditi dalla vita civile, esclusi dalle associazioni professionali ceche, gli ospedali statali licenziarono i medici ebrei e gli ufficiali ebrei dell'esercito furono messi in congedo; le istituzioni professionali ed educative tedesche licenziarono gli insegnanti e i docenti ebrei, mentre i giornali tedeschi licenziarono i loro giornalisti ebrei. La persecuzione degli ebrei da parte della Seconda Repubblica nacque quindi come movimento localizzato e non derivante da pressioni esterne.

### L'occupazione tedesca

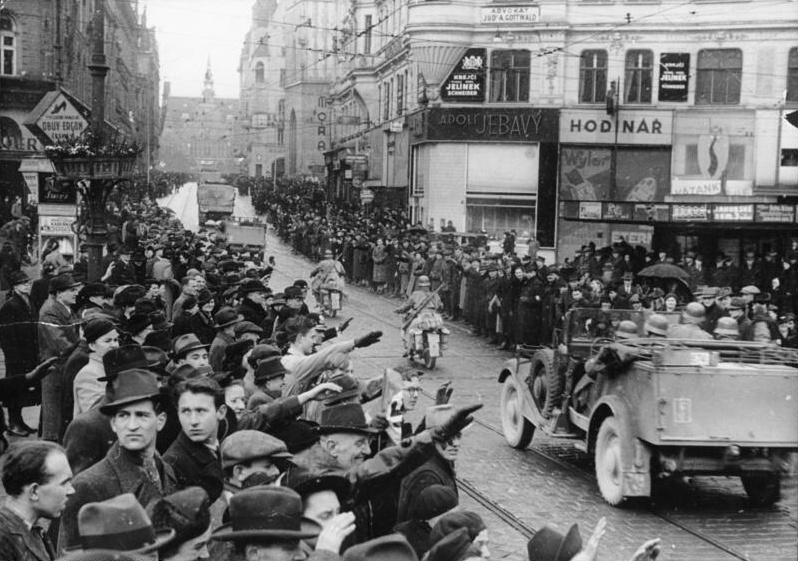
Truppe tedesche accolte dai civili che salutano i nazisti in piazza a Brno, 16 marzo 1939

Il 14 marzo 1939, lo Stato slovacco dichiarò l'indipendenza grazie al sostegno della Germania. Realizzando così i piani stabiliti nell'ottobre 1938, la Germania invase lo stato ceco, imponendo sulla regione il Protettorato di Boemia e Moravia: questo protettorato nominalmente autonomo fu parzialmente annesso al Grande Reich tedesco, mentre l'amministrazione della Seconda Repubblica rimase in gran parte al suo posto e il Protettorato fu autorizzato a governarsi da solo, ma solo entro i parametri fissati dagli occupanti tedeschi. Nel Protettorato, ai tedeschi etnici fu concessa la cittadinanza del Reich e rispondendo solo alle autorità tedesche, mentre cechi ed ebrei furono considerati sudditi, come uno status di seconda classe, e sottoposti all'amministrazione ceca.
Sia il primo ministro del Protettorato Alois Eliáš (da aprile), che il presidente Emil Hácha, furono cattolici conservatori che approvarono le misure antiebraiche pur mantenendo i contatti con il governo cecoslovacco in esilio; il ministro della giustizia, Jaroslav Krejčí, fu noto per i suoi sentimenti filo-nazisti. A marzo, Hácha diede vita al Partito Nazionale, l'organizzazione politica a cui dovevano appartenere tutti i soggetti maschi adulti del protettorato ceco, alle donne e agli ebrei né fu vietata l'adesione. L'amministrazione tedesca fu controllata dal Protettore del Reich Konstantin von Neurath, ex ministro degli esteri in Germania, e da Karl Hermann Frank, ex vicepresidente del Partito Tedesco dei Sudeti.

## Persecuzione degli ebrei
La graduale crescita della persecuzione degli ebrei creò un "ghetto senza mura" e gettò le basi per le condizioni che in seguito ne consentirono la deportazione e l'omicidio. Le fasi della persecuzione prima della deportazione di massa furono svolte principalmente dall'amministrazione del Protettorato, con qualche intervento da Berlino, e coinvolsero sia i funzionari tedeschi che cechi.
Lo storico Benjamin Frommer sostiene che i documenti d'archivio dimostrano la partecipazione attiva delle autorità locali ceche nell'applicazione delle misure antiebraiche in maniera di gran lunga superiore rispetto agli ordini diretti dall'alto; ha anche scoperto che le autorità locali erano obbligate a rispondere alle richieste di perseguitare gli ebrei e spesso lo facevano con riluttanza. Secondo lo storico Wolf Gruner, la carriera e il potenziale guadagno facile furono i motivi più probabili per i burocrati cechi di attuare i regolamenti antiebraici. Alcune iniziative inizialmente applicate nel Protettorato, come il congelamento dei conti bancari degli ebrei, furono successivamente sfruttate nelle altre regioni della Grande Germania.

### Le misure iniziali

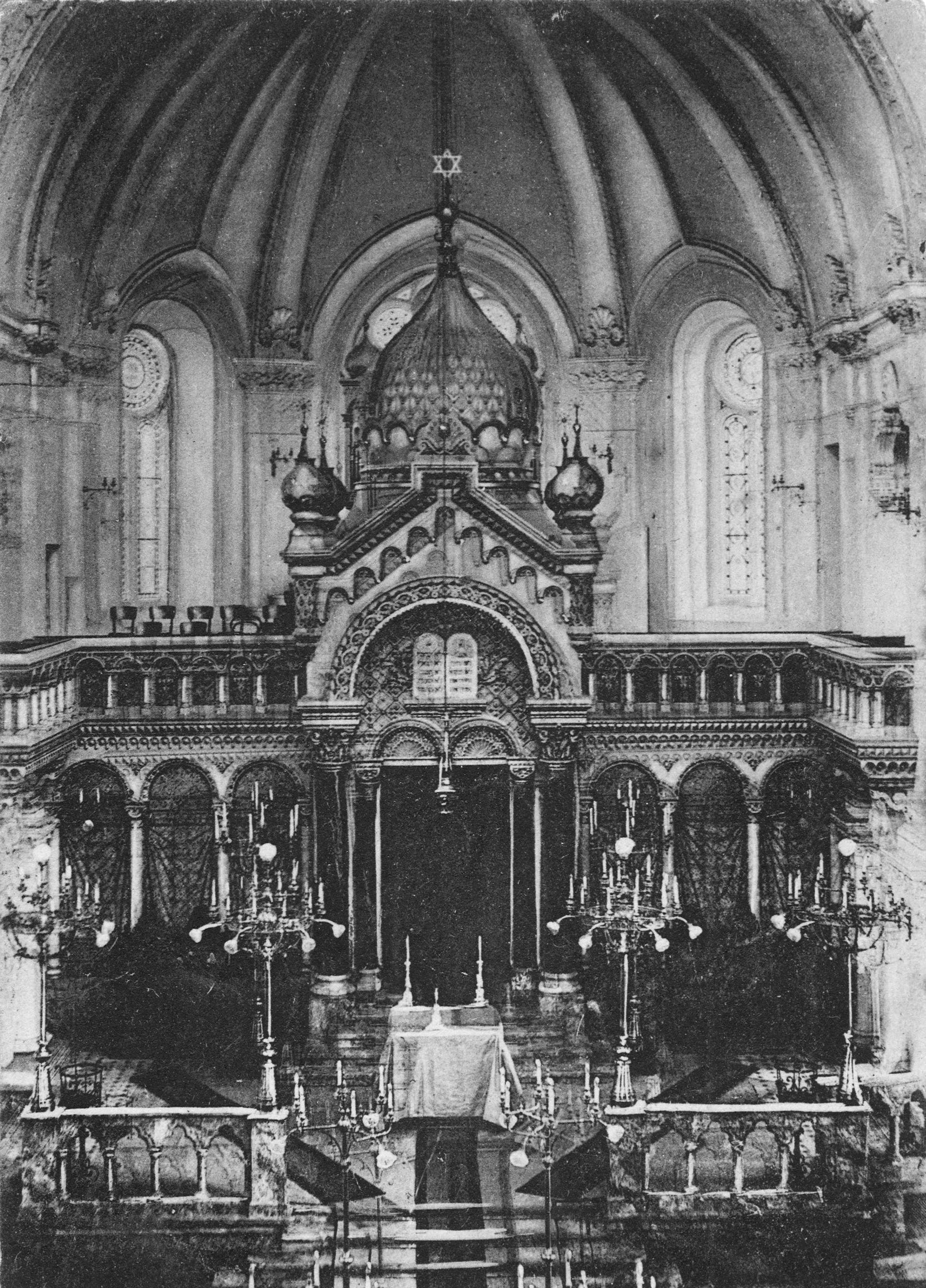
Interno della sinagoga di Olomouc, bruciata nel marzo 1939

Il 15 marzo 1939, 118.310 ebrei vivevano in 136 comunità riconosciute nel protettorato. Durante l'annessione si verificarono alcune rivolte antiebraiche in diverse località: a Olomouc, Vsetín e Moravská Ostrava, le sinagoghe furono bruciate dai rivoltosi tedeschi e cechi. A Jihlava, agli ebrei fu proibito salire sui tram e furono costretti a sgombrare la neve dalle strade. Le organizzazioni ebraiche di Praga furono chiuse o rilevate dalla Gestapo. Nella prima settimana dopo l'annessione ci fu un'ondata di suicidi tra gli ebrei, con 30-40 segnalazioni ogni giorno a Praga.
Un'ondata di arresti prese di mira migliaia di attivisti di sinistra e rifugiati tedeschi: più di mille furono deportati nei campi di concentramento del Reich; la maggior parte di questi erano ebrei. Nel settembre 1939 un'altra ondata di arresti prese di mira i cittadini del Protettorato che potevano essere usati come ostaggi e coloro che avevano legami con la Polonia. Questi arresti hanno colpito in modo sproporzionato anche gli ebrei.
Dopo l'istituzione del Protettorato, le leggi di Norimberga furono immediatamente applicate ai rapporti tra ebrei e persone "di sangue tedesco", vietando i rapporti tra di loro. Inizialmente i matrimoni ceco-ebraici erano ancora consentiti. Le restrizioni professionali imposte sotto la Seconda Repubblica si intensificarono dopo l'acquisizione. Il 17 marzo, il governo di Beran annunciò il divieto contro gli ebrei di esercitare un'ampia gamma di professioni. Il 25 marzo, il Ministero dell'Interno tedesco ha deciso di delegare "se e quali misure intraprendere contro gli ebrei" al governo del Protettorato. Nelle settimane successive, le associazioni professionali di commercianti, avvocati e medici approfittarono del clima antisemita per espellere i membri ebrei. A giugno, l'organizzazione ebraica riferì che molti ebrei della classe media avevano perso il lavoro. L'Istituto Sociale Ebraico, un'organizzazione di assistenza sociale, fu autorizzata a riaprire il 6 aprile per fornire soccorso ai molti ebrei disoccupati e rifugiati.
Il governo Eliáš preparò la legislazione antiebraica, che avrebbe definito "ebreo" chiunque avesse avuto quattro nonni ebrei appartenuti a una comunità ebraica dopo il 1918. Agli ebrei fu impedito di lavorare negli enti pubblici, società, scuole, amministrazioni, tribunali, borse, nelle arti e come medici. L'ufficio del Protettore del Reich respinse la proposta in quanto troppo blanda nella sua definizione di "ebreo", e quindi emise una propria risoluzione il 21 giugno adottando la stessa definizione delle leggi di Norimberga (più restrittiva, chiunque con tre nonni ebrei fu considerato ebreo). Parte del calcolo del governo ceco nel sostenere la definizione più ristretta di "ebreo" fu quello di ridurre la quantità di proprietà ebraiche che sarebbero state trasferite ai tedeschi a seguito dell'arianizzazione. Sebbene la violenza antiebraica irregolare sia stata silenziosa per gran parte del 1939, una seconda ondata di incendi delle sinagoghe si verificò in maggio e giugno a Brno, Olomouc, Uherský Brod, Chlumec, Náchod, Pardubice e Moravská Ostrava.

### L'emigrazione

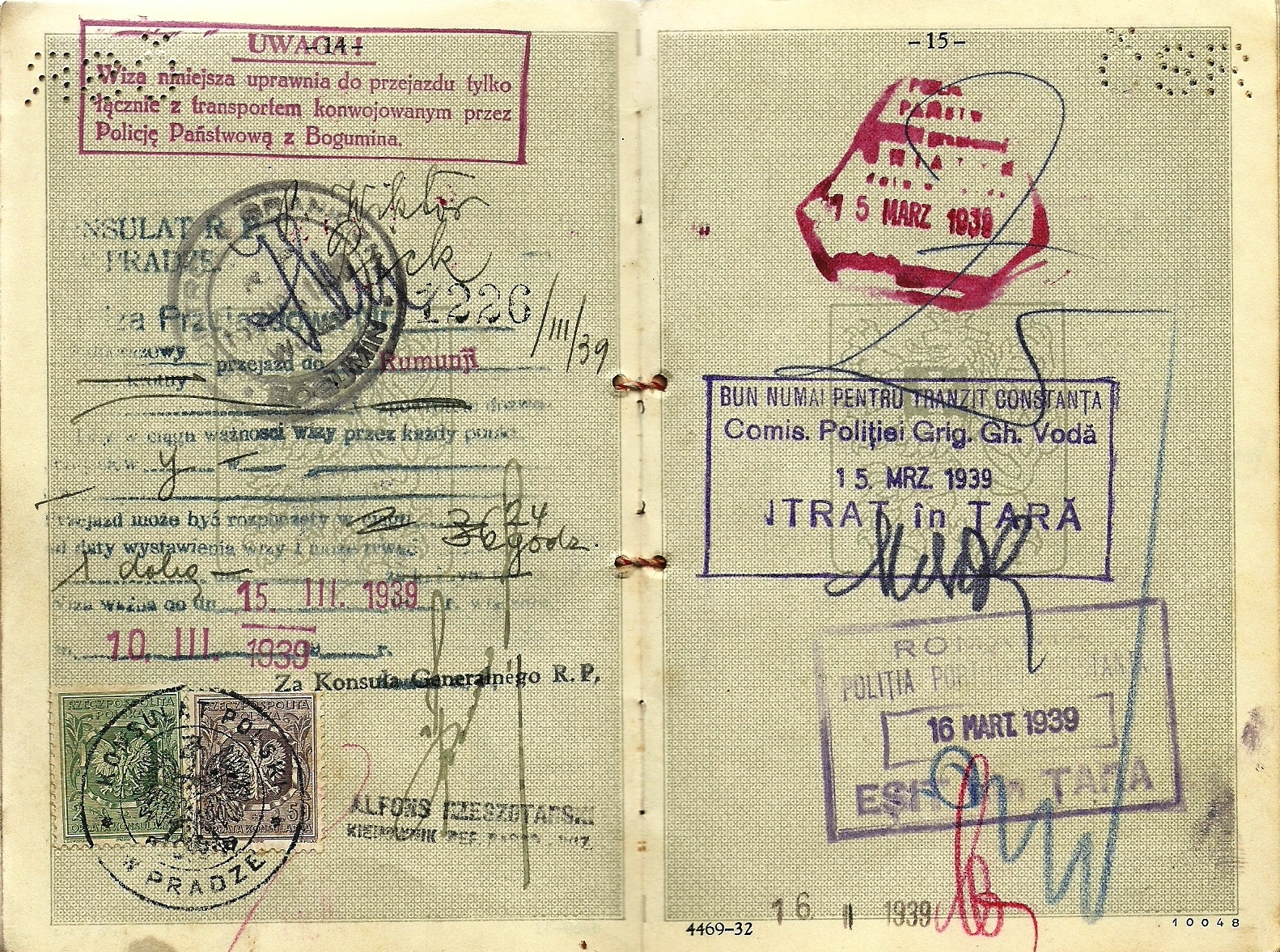
Un passaporto utilizzato da un ebreo per fuggire da Praga sull'ultimo treno prima dell'invasione tedesca

Quattordicimila ebrei emigrarono dopo l'accordo di Monaco e prima dell'invasione del marzo 1939. Molti ebrei furono riluttanti a lasciare indietro i membri della famiglia o a cercare di iniziare una nuova vita in un paese di cui non conoscevano la lingua. Un ulteriore problema fu rappresentato dall'impossibilità per la maggior parte degli ebrei di emigrare a causa delle restrizioni all'immigrazione e dai limiti imposti per le quote degli altri paesi già sfruttate dagli ebrei tedeschi e austriaci. Alcuni genitori disperati accettarono di mandare i loro figli nel Regno Unito con il Kindertransport, che portò 669 bambini ebrei dalla Boemia e dalla Moravia prima dello scoppio della guerra. La crescente povertà tra gli ebrei causata dalle restrizioni antiebraiche fu un altro ostacolo alla loro emigrazione, poi bandita dal Sicherheitsdienst nel maggio 1939. Gli occupanti nazisti inizialmente non avevano pianificato la creazione di un Ufficio centrale per l'emigrazione ebraica a Praga, poiché era già presente in Austria. L'ufficio di Praga fu istituito il 15 luglio allo scopo di sfruttare le proprietà degli ebrei cechi per aiutare l'emigrazione degli ebrei tedeschi e inizialmente ebbe effetto solo nella città e nei suoi dintorni, un altro ufficio fu preso in considerazione per Brno.
Meno ebrei riuscirono a fuggire dal protettorato rispetto alla Germania o all'Austria prima della guerra, per effetto della finestra più ristretta per l'emigrazione legale (luglio 1939-settembre 1941). Secondo i dati ufficiali, solo 26.111 emigrarono legalmente. Quasi la metà di questi partì alla volta di altre destinazioni europee, dove alcuni furono uccisi in quei paesi poi occupati dalla Germania. Un numero sconosciuto fuggì illegalmente in Polonia nel 1939 o in Slovacchia e in Ungheria allineate con l'Asse. Lo storico Hillel J. Kieval stima che questa emigrazione illegale ammontasse a diverse migliaia di ebrei, molti dei quali si unirono alle formazioni militari cecoslovacche all'estero. Nel febbraio 1940, agli ebrei in età lavorativa fu impedito di emigrare dal Protettorato; a questo punto, quasi nessuna destinazione fu possibile tranne che verso Shanghai. L'emigrazione ebraica fu bandita in tutto il Reich il 16 ottobre 1941.

### Il Piano Nisko

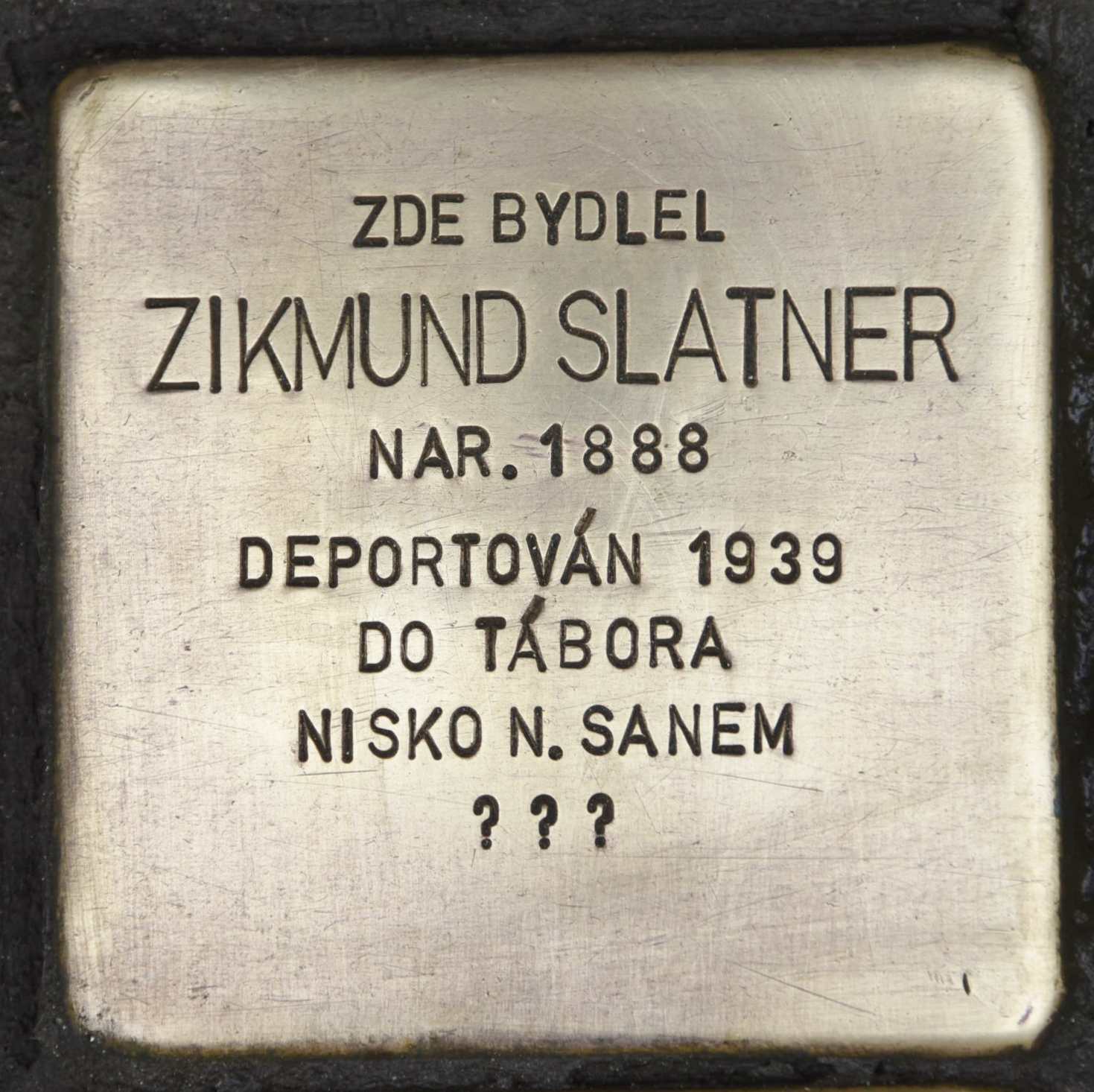
Stolperstein per Zikmund Slatner, deportato da Moravská Ostrava a Nisko

Lo scoppio della seconda guerra mondiale cambiò radicalmente la situazione degli ebrei cechi. Il Piano Nisko rappresentò uno schema per concentrare gli ebrei nel distretto di Lublino, all'epoca l'area più remota dell'Europa occupata dai tedeschi e adiacente al nuovo confine con l'Unione Sovietica creato dopo la spartizione della Polonia. L'operazione Nisko prese di mira le aree di confine come primo passo verso la deportazione di tutti i 2 milioni di ebrei presenti nella Grande Germania da completare entro l'aprile 1940.
Il 18 ottobre 1939, 901 uomini furono deportati da Moravská Ostrava a Nisko. La polizia di frontiera e il personale delle SS accompagnarono il trasporto. Un secondo carico trasportò 400 uomini ebrei da Moravská Ostrava, un terzo prese 300 uomini da Praga il 1º novembre, entrambi furono accompagnati dalle proteste dei cechi locali. Il terzo trasporto fu ribaltato a Sosnowiec quando il Piano Nisko fu cancellato dal capo delle SS Heinrich Himmler perché in conflitto con l'obiettivo prioritario di reinsediare i tedeschi etnici nel Warthegau e nella Prussia occidentale, contemporaneamente la popolazione ebraica della Grande Germania doveva essere ridotta attraverso l'emigrazione forzata.
I deportati di Nisko furono lasciati nella riserva per cavarsela da soli. Le dure condizioni spinsero alcuni a fuggire oltre il confine nell'Unione Sovietica; 123 deportati tornarono in Cecoslovacchia nel 1945 con l'esercito di Svoboda. Nell'aprile 1940 il campo fu sciolto e i 460 sopravvissuti del Protettorato furono autorizzati a tornare a casa, portando con sé i resoconti stilati di prima mano delle brutalità subite.

### Il sequestro di proprietà

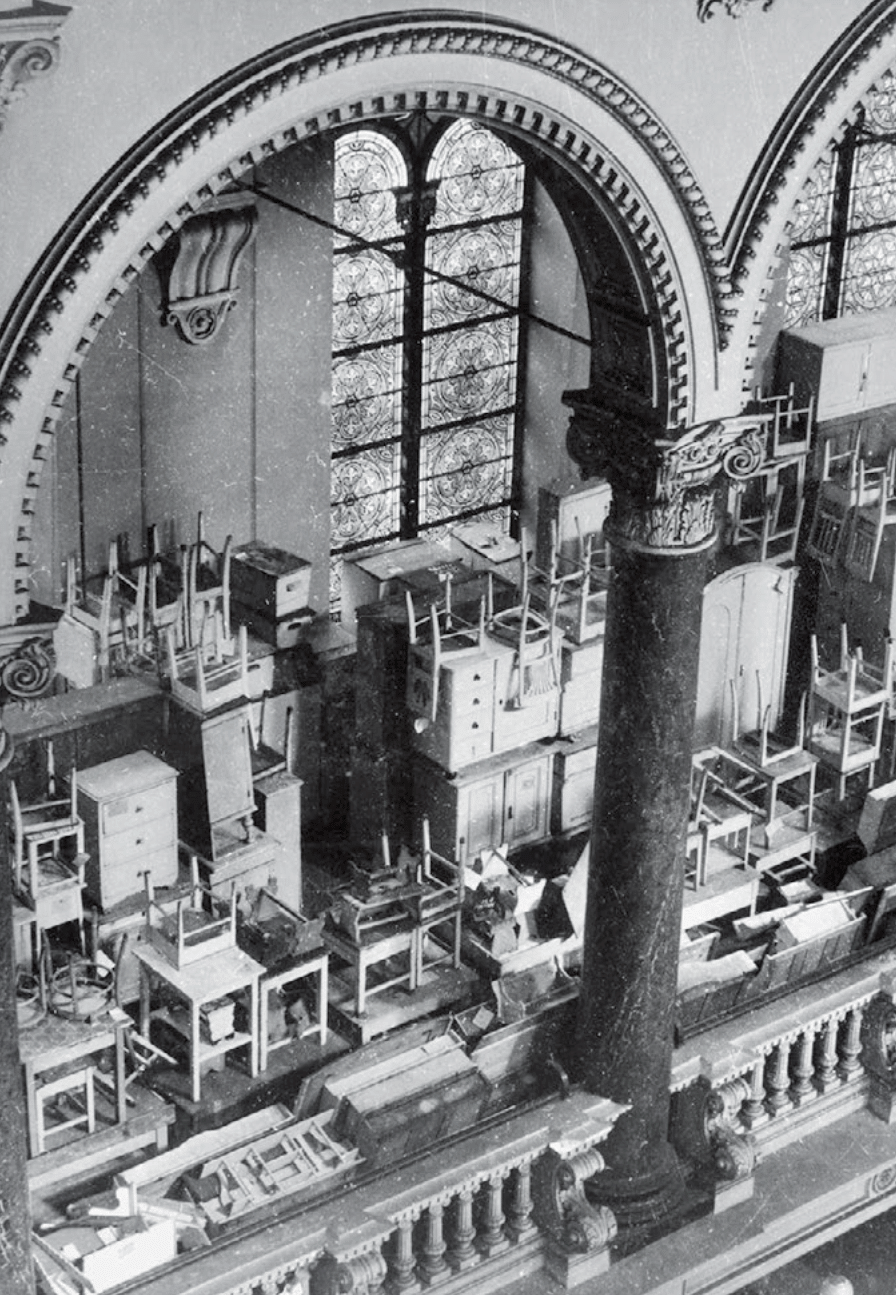
Mobili confiscati agli ebrei deportati e stipati in una sinagoga, 1944

Hermann Göring ordinò che tutte le confische delle proprietà degli ebrei nel Protettorato avvenissero con l'approvazione del Ministero dell'Economia del Reich, per evitare caotici trasferimenti di proprietà come era avvenuto in precedenza a Vienna dopo l'annessione tedesca. Dopo la fondazione del Protettorato, agli ebrei fu proibito di vendere aziende e immobili. Cechi e tedeschi discussero su chi avrebbe avuto il diritto di rilevare le 30.000 attività di proprietà degli ebrei nel protettorato. I tedeschi ne uscirono favoriti e la confisca delle proprietà fu estesa persino alle attività di proprietà dei cechi, portando Hácha a lamentarsi della "germanizzazione sotto la veste dell'arianizzazione". Il 21 giugno, il Protettore del Reich annunciò che tutte le proprietà ebraiche erano state rivendicate dalla Germania, frustrando gli sforzi cechi per sequestrare le attività di proprietà degli ebrei.
All'inizio del 1940, l'eliminazione delle attività ebraiche accelerò con nuove ordinanze del Protettore del Reich: agli ebrei fu impedito di gestire le attività in diversi settori dell'economia e fu richiesto a tutte le attività di proprietà ebraica di registrare i propri beni. Mentre alcune attività furono vendute a non ebrei, spesso per una frazione del loro valore, altre sono state chiuse anche dalla polizia del Protettorato: a questo punto, la maggior parte delle attività ebraiche erano gestite da amministratori fiduciari.
I conti bancari degli ebrei furono congelati il 25 marzo 1939 dal ministro delle finanze del protettorato Josef Kalfus. Tutta la proprietà privata doveva essere registrata entro il 1º agosto 1939. Inizialmente stimato a 14 miliardi di corone, il valore della proprietà ebraica scese a 3 miliardi di corone secondo i giornali contemporanei. Nel 1940 un numero crescente di ebrei vendeva le proprie proprietà a causa della povertà o come primo passo verso l'emigrazione. Le coppie in cui un partner fosse ebreo, specialmente quelle in cui l'altro fosse di etnia tedesca, subirono pressioni per divorziare. Alcuni hanno optato per un "divorzio su carta", un accordo con lo scopo di preservare i beni di famiglia sotto il nome del partner non ebreo, o il lavoro del partner non ebreo, pur continuando a vivere insieme: in questo modo veniva rimossa l'esenzione dalla deportazione del partner ebreo.
Prima dell'occupazione nazista, molti comuni volevano acquisire le sinagoghe ebraiche, i cimiteri e le altre proprietà della comunità per uso pubblico o alloggi. Le autorità naziste furono deluse dal fatto che alcuni comuni cechi fossero stati in grado di acquisire questa proprietà a un prezzo basso o nullo e insistettero affinché i comuni che cercassero di acquisire le proprietà ebraiche pagassero l'intero valore all'Ufficio centrale per l'emigrazione ebraica. Nonostante ciò, alcuni comuni continuarono con queste acquisizioni; la vendita di lapidi ebraiche come materiale da costruzione divenne un uso comune. La confisca delle proprietà ebraiche fu per lo più completata nel 1941.

### L'occupazione e il lavoro forzato

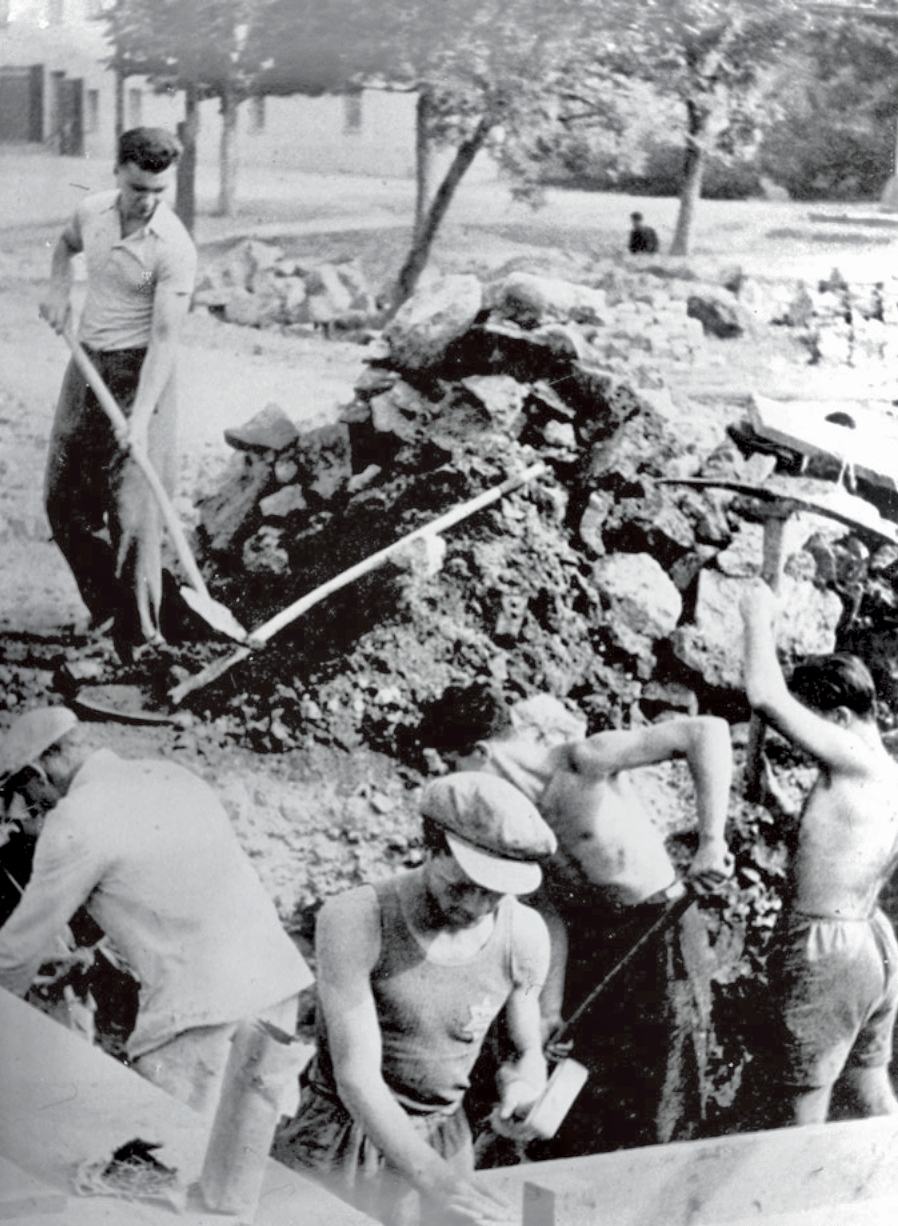
Lavoro forzato delle costruzioni stradali, 1943

Entro la metà del 1939, l'esclusione dagli uffici pubblici e dalle associazioni professionali lasciò pochi posti di lavoro aperti agli ebrei oltre al lavoro manuale. All'epoca, si contarono 25.458 uomini e 24.028 donne in età lavorativa. Il 23 ottobre, un altro ordine del Protettore del Reich vietò agli ebrei il lavoro salariato. Ulteriori regolamenti sul lavoro furono annunciati il 26 gennaio 1940, con il risultato che gli ebrei furono banditi da tutte le posizioni dirigenziali. Un numero crescente di ebrei si trovò senza lavoro o reddito, il 24 aprile agli ebrei fu impedito di lavorare nei settori legati a legge, istruzione, farmacia, medicina o editoria, la disoccupazione forzata degli ebrei portò a un'enorme pressione sui registri sociali della comunità ebraica, cosa che spinse a ricollocare gli ebrei nell'agricoltura e nell'artigianato specializzato tramite gli uffici del lavoro.
A metà del 1940, nonostante la crescente disoccupazione tra gli ebrei, le autorità centrali non introdussero alcun programma di lavoro forzato. Al contrario, i singoli comuni presero l'iniziativa e svilupparono un programma di lavoro forzato simile a quello già presente in Germania e Austria, organizzato a livello locale. All'inizio di luglio 1940, la città di Holešov chiese il permesso di impiegare gli ebrei ai lavori forzati. Un rapporto sulla rivista Neuer Tag incoraggiò altre località a seguire questa pratica. Entro luglio, il 60% degli uomini ebrei nel protettorato furono impiegati in progetti di lavoro forzato e i restanti nel lavoro indipendente non ancora precluso. A differenza della Germania e dell'Austria, gli ebrei inizialmente non furono separati dai cechi nel lavoro forzato, poiché entrambe le etnie furono considerate inferiori ai tedeschi.
All'inizio del 1941 il lavoro forzato si intensificò poiché molti comuni, inclusa Praga, assunsero gli ebrei con un salario minimo per sgomberare la neve. Alle comunità ebraiche fu ordinato di giudicare l'idoneità al lavoro di tutti gli uomini di età compresa tra i 18 e i 50 anni. Entro la metà del 1941, più di 11.700 dei 15.000 uomini ebrei idonei furono impegnati in una varietà di progetti, inizialmente incentrati sull'agricoltura e l'edilizia e poi nell'industria e nella silvicoltura. Altri dettagli sul lavoro forzato furono introdotti nella prima metà del 1941, gli schieramenti furono ulteriormente intensificati all'inizio del 1942 nonostante l'inizio della deportazione sistematica dal Protettorato. Le persone impiegate nei lavoratori forzati raggiunsero il picco nel maggio 1942, quando furono impiegati 15.000 uomini e 1.000 donne, dopodiché l'aumento del reclutamento di donne e di persone meno abili fisicamente non fu in grado di compensare le perdite per la deportazione. Molti lavoratori forzati non ricevettero il salario sufficiente per coprire i loro bisogni primari, e quindi cercarono ancora il sostegno della comunità ebraica. Molti ebrei soffrirono di problemi di salute a causa delle cattive condizioni e dell'alimentazione insufficiente.

### Le restrizioni ai diritti civili

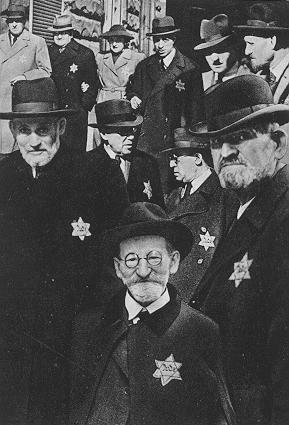
Ebrei che indossano la stella gialla a Praga, 1942

Nel gennaio 1940, il mandato dell'Ufficio Centrale di Praga fu esteso all'intero Protettorato. A marzo ottenne il controllo di tutte le comunità ebraiche, alle quali fu ordinato di denunciare tutti coloro in precedenza classificati come ebrei secondo le leggi di Norimberga anche se non erano membri della comunità ebraica. La libertà di movimento degli ebrei fu limitata dal governo Hácha con il coprifuoco imposto alle ore 20:00 e con il divieto di visitare sia cinema che teatri. Le carte d'identità emesse nel protettorato per gli ebrei furono timbrate con la lettera rossa "J".  Nell'agosto 1940, per ordine del Protettore del Reich, agli ebrei furono banditi il diritto di voto, tutte le cariche pubbliche e tutte le posizioni che coinvolgevano i media e l'opinione pubblica, oltre tutte le associazioni ceche. Dalla metà del 1940, anche agli ebrei fu impedito di fare acquisti tranne che per poche ore al giorno, alla fine le aziende produttrici dovettero scegliere se servire esclusivamente i clienti ebrei o non ebrei. Agli ebrei fu vietato di frequentare le scuole tedesche fin dal marzo 1939, nell'agosto 1940 il governo ceco bandì anche gli studenti ebrei dalle scuole ceche, seguì il divieto di lezioni private e nel luglio 1942 fu bandita completamente l'istruzione per gli studenti ebrei.
Dal 1939, il Protettore del Reich ricevette molte petizioni per obbligare gli ebrei ad indossare dei simboli speciali come una stella gialla o una fascia al braccio. Anche se gli ebrei erano così riconoscibili nelle ex regioni polacche annesse alla Germania nazista, inizialmente questa regola non fu applicata in Boemia e Moravia. La stella gialla fu introdotta in Boemia e Moravia come in Germania, nel settembre 1941. In precedenza, la mancanza di distinzione tra ebrei e altri residenti rese difficile l'applicazione delle leggi antiebraiche; l'uso forzato della stella rese più facile prendere di mira gli ebrei per la violenza antisemita. L'indossare la stella fu la legge antiebraica più vigorosamente applicata pena la deportazione in un campo di concentramento per i trasgressori. Più tardi, a settembre, Reinhard Heydrich fu nominato Protettore del Reich e depose il governo ceco di Eliáš, sostituendololo con il più intransigente Krejči: una delle prime azioni di Heydrich fu la chiusura di tutte le sinagoghe il 1º ottobre.
Poiché i nazisti considerarono gli ebrei secondo i termini razziali, gli individui di origine ebraica che non si identificarono come ebrei furono costretti a registrarsi presso la comunità ebraica locale. Nel marzo 1941, furono contati 12.680 "nuovi" ebrei nel Protettorato, la maggioranza dei quali cristiani. Nel novembre 1940, il governo Hácha approvò il divieto di matrimonio tra cechi ed ebrei etnici. Le autorità naziste si rifiutarono ripetutamente di pubblicare il decreto, che entrò in vigore solo nel marzo 1942. Tra la fine del 1941 e l'inizio del 1942, alcuni ebrei approfittarono di questa scappatoia per sfuggire alla deportazione sposando un partner ceco: più a lungo andava avanti la guerra, più lungo e bizzarro diventava l'elenco dei divieti destinati a rendere la vita difficile agli ebrei.

### La ghettizzazione

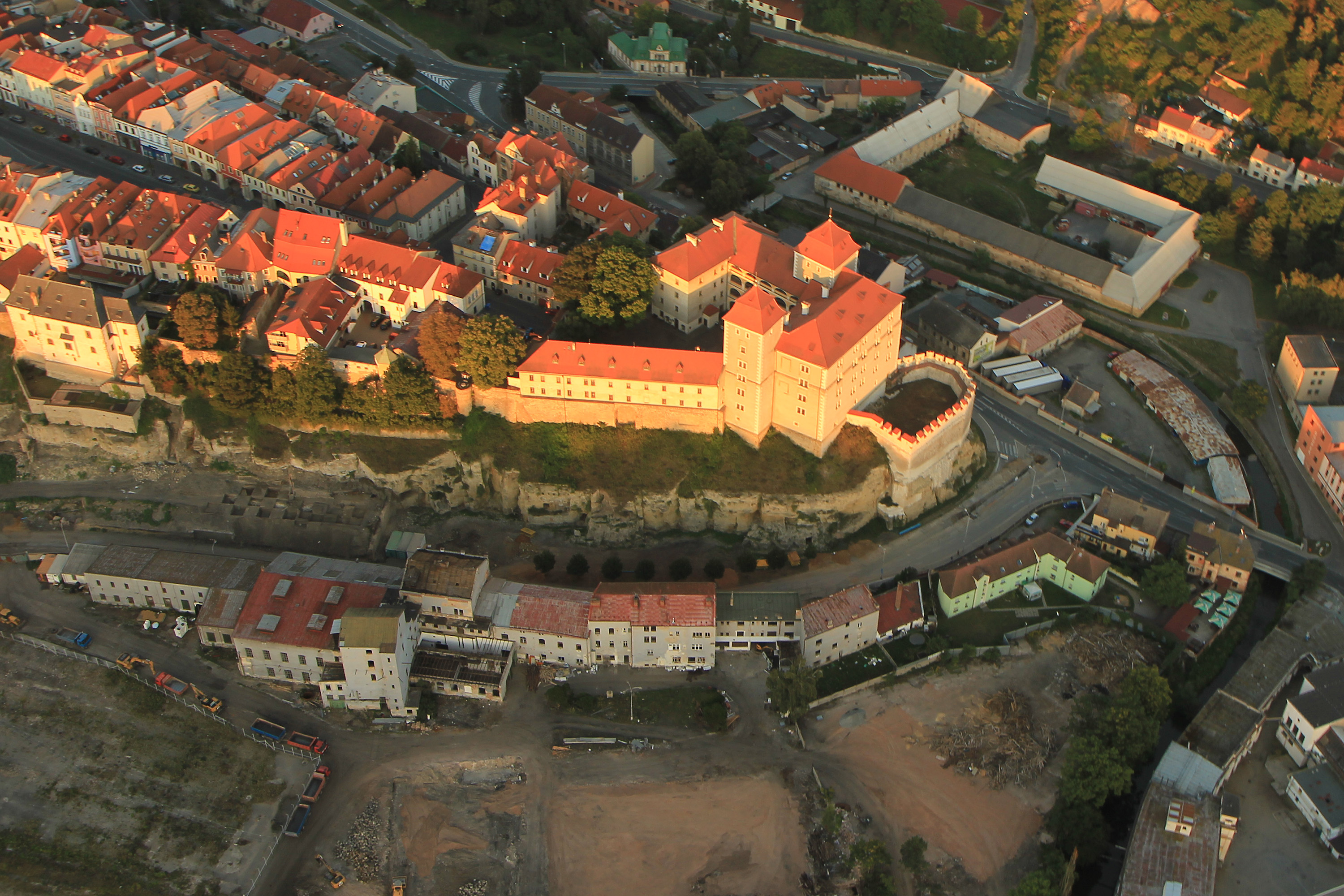
Castello di Mladá Boleslav dove furono imprigionati 250 ebrei nel 1940

Durante i primi anni dell'occupazione tedesca, molti ebrei si trasferirono a Praga per richiedere il visto di uscita verso l'estero, mentre altri si diressero verso le campagne per eludere le restrizioni o per procurarsi le merci al mercato nero. Nel 1940 e nel 1941 furono imposte le restrizioni al trasporto pubblico sia a Praga che in altri comuni: gli ebrei furono limitati all'utilizzo dell'ultima carrozza dei tram o banditi del tutto dai trasporti pubblici. Furono imposte anche altre restrizioni per l'uscita dal comune di residenza o al trasferimento in un altro indirizzo senza il permesso delle autorità.
A metà del 1939, i funzionari tedeschi (Oberlandräte) proposero per la prima volta che alcune zone della Boemia e della Moravia fossero considerate "libere dagli ebrei", deportando gli ebrei a Praga. Nello stesso anno, gli ebrei di Německý Brod, Pelhřimov, Kamenice nad Lipou, Humpolec, Ledeč nad Sázavou, České Budějovice e altri comuni furono espulsi a Praga con breve preavviso. All'inizio del 1940, i comuni iniziarono a fare pressioni sugli ebrei affinché lasciassero le loro abitazioni e si trasferissero negli alloggi meno appetibili della stessa città. La prima espulsione interna degli ebrei risale al 1940 da Mladá Boleslav quando, per ordine dell'Oberlandrat di Jičín, 250 ebrei furono imprigionati in un castello vicino. Le espulsioni successive presero di mira gli ebrei che vivevano nella città di Jihlava e nella regione di Zlín fuori Uherský Brod, dove gli ebrei furono costretti a entrare nel ghetto. Alla fine del 1940, venticinque comuni costrinsero i loro residenti ebrei a lasciare le loro case e vivere in castelli o fabbriche abbandonati. Il trasferimento forzato interruppe i legami sociali prebellici con i non ebrei e ridusse la capacità di far fronte alle normative antiebraiche. A causa della crescente povertà, nel 1940 gli ebrei cechi soffrirono di tubercolosi in quantità dieci volte maggiore del tasso medio dell'Europa centrale.
Alla fine del 1940, gli alloggi di proprietà degli ebrei a Praga e Brno furono registrati dall'Ufficio centrale. All'inizio dell'anno successivo, gli ebrei si concentrarono nelle Judenhäuser (lett. "case degli ebrei") a Praga, un'iniziativa congiunta del governo cittadino, dell'Ufficio centrale e del partito nazista: questo movimento comportò principalmente lo spostamento degli ebrei dai quartieri periferici di Praga in abitazioni più antiche, già occupate da altri ebrei nel centro della città, in particolare nei quartieri di Josefov e della Città Vecchia; migliaia di ebrei furono sfrattati e la maggior parte di loro dovette trasferirsi in subaffitto. Nel settembre 1941 la densità media fu di dodici persone in ogni appartamento di due stanze: in quel mese Heydrich lanciò la fase finale della ghettizzazione, costringendo gli ebrei in un numero minore di comuni e città così da facilitarne la deportazione. Il Partito Nazionale richiese un'ulteriore ghettizzazione degli ebrei; nell'ottobre 1941 Hácha presentò tali richieste al Protettore del Reich, le quali furono respinte poiché i tedeschi stavano già pianificando la deportazione sistematica degli ebrei.

## Risposte alla persecuzione

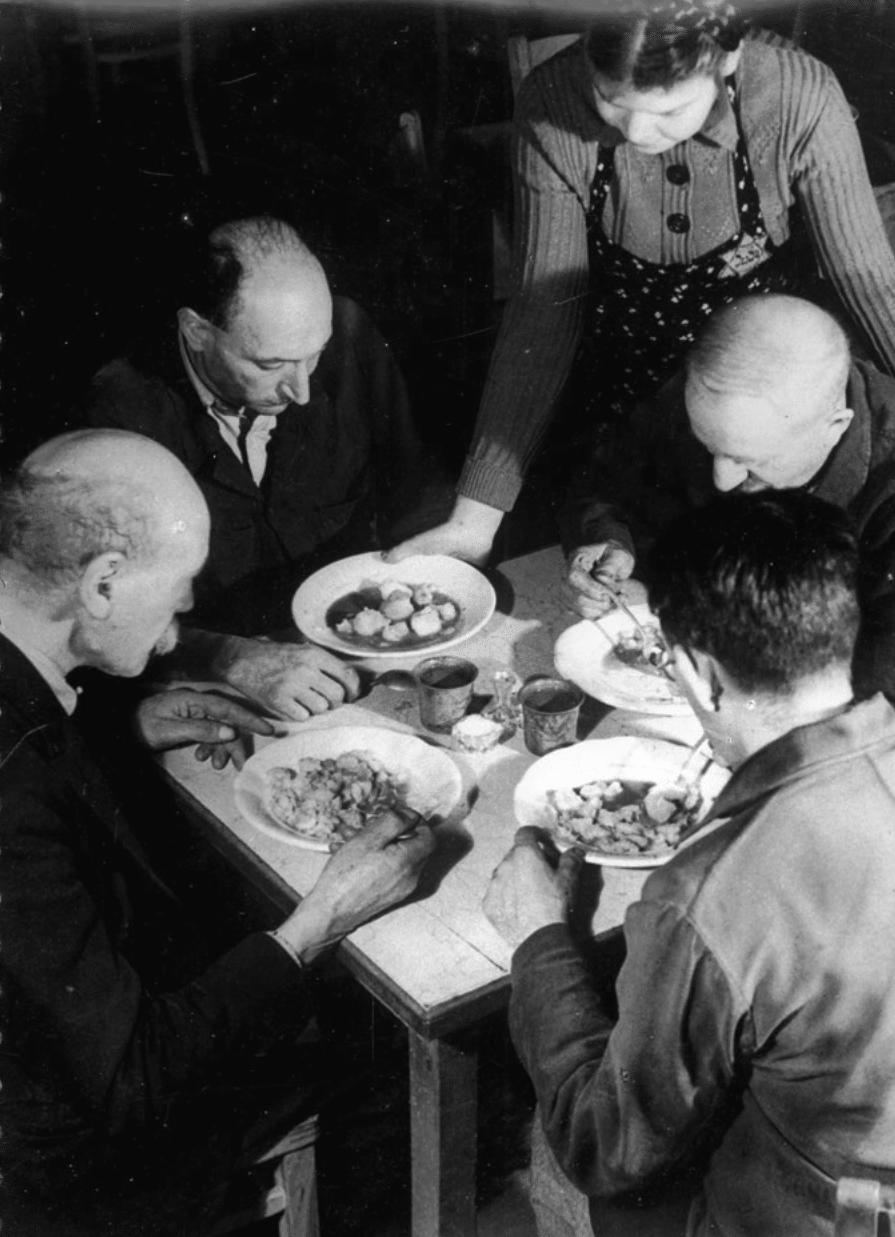
Ebrei che mangiano in una mensa comunitaria, 1943

La maggior parte dei cechi non ebrei provava simpatia per gli ebrei e non collaborava con i nazisti, cosa che fu ripetutamente sottolineata dalla stampa occidentale in tempo di guerra. Nel 1940, una fazione antisemita assunse la guida del Partito Nazionale ed emanò i decreti che proibirono ai cechi non ebrei di associarsi con gli ebrei, anche se nella realtà tali decreti furono ampiamente ignorati e la maggior parte furono abrogati in seguito alle proteste pubbliche. La sfida ai decreti antisemiti, così come le proteste contro le deportazioni del Piano Nisko, fu strettamente correlata all'opposizione nei confronti dell'occupazione tedesca. Inoltre, i cechi non ebrei temevano che dopo l'eliminazione degli ebrei, sarebbero state le vittime successive, come riferì il servizio di sicurezza nel 1941:"l'atteggiamento ceco nei confronti degli ebrei divenne un serio problema per le autorità di occupazione". Tuttavia, anche alcune figure della resistenza ceca hanno pubblicato degli articoli antisemiti.
Una minoranza di cechi prese parte alla persecuzione degli ebrei. Sebbene i fascisti e gli antisemiti impegnati fossero pochi, ebbero un'influenza sproporzionata sulla politica antiebraica del Protettorato. I giornali fascisti cechi Vlajka e Arijský boj ("Lotta ariana" - una versione ceca del quotidiano nazista Der Stürmer) furono noti per le loro invettive antisemite e per aver pubblicato delle denunce contro gli ebrei e gli "amanti degli ebrei".
Frommer affermò che questi giornali resero più facile per alcuni cechi denunciare i loro vicini, fornendo un'alternativa alle autorità naziste. Arijský boj ricevette 60 denunce al giorno nell'ottobre del 1941; tali denunce spesso portarono all'arresto degli ebrei per aver infranto le regole. Coloro che inviarono le denunce contribuirono a far rispettare le leggi segnalando le presunte violazioni. Il servizio di sicurezza riferì che alcuni cechi non ebrei cercarono di aiutare gli ebrei a evitare la deportazione. Nel 1943 riferì che gli atteggiamenti cambiarono e che i cechi non ebrei furono grati che gli occupanti li avessero liberati dalla popolazione ebraica. La resistenza riferì anche al governo in esilio che alcuni cechi credettero che gli ebrei meritassero il loro destino.
I leader ebrei tentarono di mitigare la persecuzione aiutando gli ebrei ad emigrare e fornendo assistenza e lavoro a coloro che furono resi indigenti dalla confisca delle loro proprietà e dall'esclusione dal mercato del lavoro. Le comunità ebraiche tentarono anche di mitigare la persecuzione contrapponendo le diverse agenzie l'una contro l'altra. I singoli ebrei si opposero in varie forme e modi, come ad esempio rifiutandosi di obbedire alle restrizioni, acquistando i beni necessari al mercato nero o non indossando la stella gialla; alcuni disertarono i lavori forzati o sfuggirono alla deportazione, altri aiutarono gli ebrei a emigrare o si unirono alla resistenza. Centinaia di ebrei furono puniti per la loro resistenza alla persecuzione in maniera variabile con multe, pene detentive, con la deportazione in un campo di concentramento o con l'esecuzione: più di mille persone classificate come ebrei presentarono una petizione per essere riconosciute come "ariani onorari", ma queste richieste furono respinte.

## Soluzione finale

### I trasporti

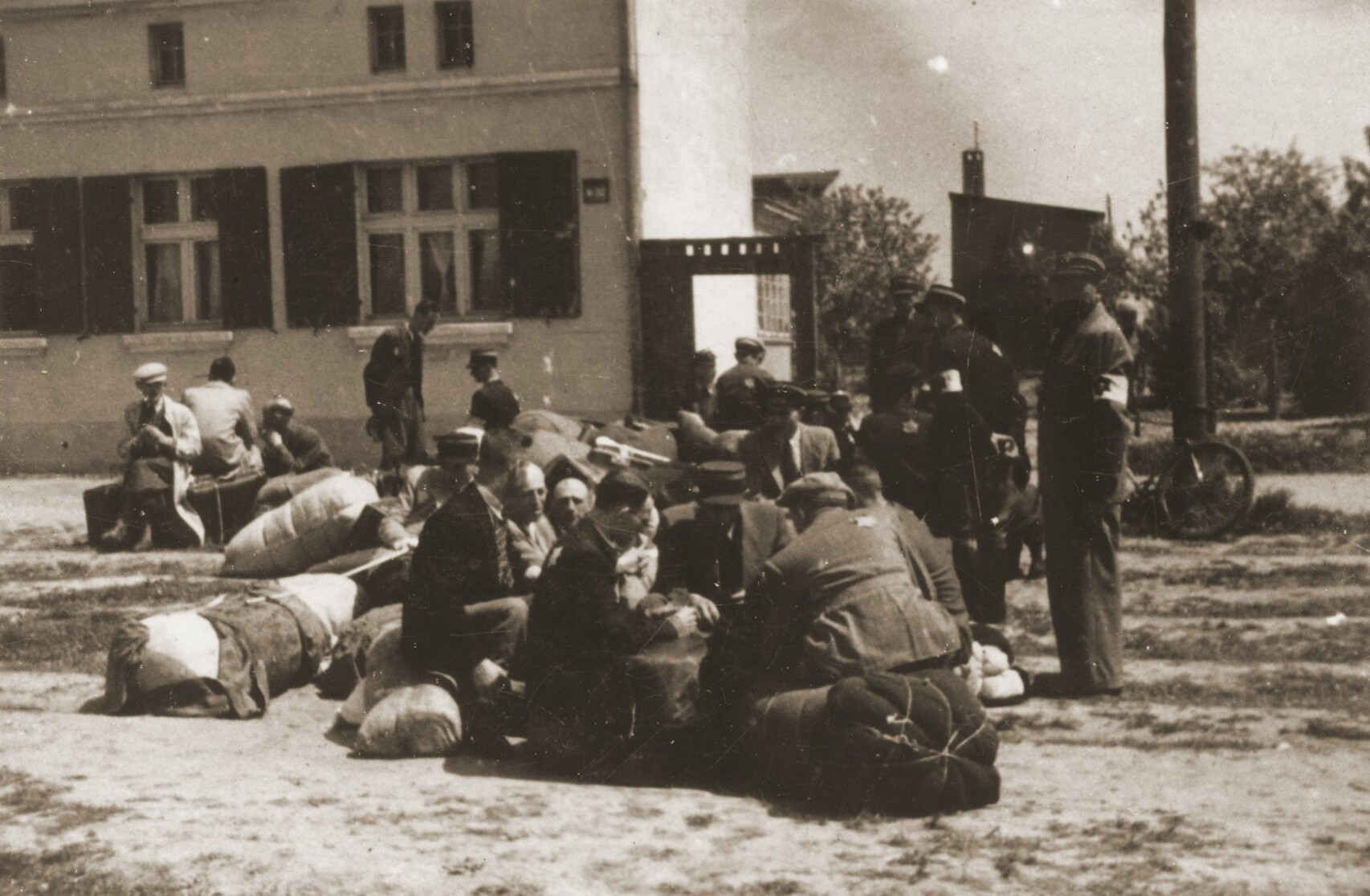
Nel ghetto di Łódź, gli ebrei provenienti da Austria, Germania e Praga vengono arrestati per la deportazione nel campo di sterminio di Kulmhof, maggio 1942.

Il 16 o 17 settembre 1941 Hitler approvò la proposta per deportare 60.000 ebrei dal Reich e dal Protettorato nel ghetto di Łódź, nel Warthegau. In preparazione alla deportazione fu effettuato un altro censimento. Secondo i criteri delle leggi di Norimberga, 88.000 ebrei vivevano ancora nel protettorato di cui 46.800 a Praga.
Heydrich, Frank, Horst Böhme e Adolf Eichmann si incontrarono il 10 ottobre al Castello di Praga per finalizzare i piani della deportazione: decisero che 5.000 ebrei sarebbero stati deportati da Praga a partire dal 15 ottobre, inizialmente verso quei ghetti nazisti dove sarebbero stati ai lavori forzati; dopo la loro deportazione, le proprietà rimanenti degli ebrei sarebbero state espropriate. A causa del sovraffollamento del ghetto di Łódź, e in parte anche per fare spazio ai nuovi arrivati, alla fine del 1941 fu aperto il campo di sterminio di Chełmno.
Il panico e una nuova ondata di suicidi scoppiarono a Praga e Brno all'inizio di ottobre, in seguito all'annuncio della deportazione di massa verso una destinazione sconosciuta. A molti deportati fu concessa solo una notte, o al massimo pochi giorni, per presentarsi all'espulsione. Mentre a Praga la deportazione dei 46.801 ebrei della città si protrasse per più di due anni, altrove nel Protettorato, tranne che a Brno, tutti gli ebrei furono deportati entro pochi giorni: a Praga, i deportati dovettero radunarsi nel Palazzo della Fiera a Holešovice dove dormirono per terra in baracche di legno non riscaldate per diversi giorni. Le SS rubarono i loro averi rimanenti e picchiarono a morte alcuni prigionieri. I trasporti, con a bordo 1.000 ebrei ciascuno, partirono da Praga il 16, 21, 26 e 30 ottobre e il 3 novembre, arrivando a Łódź il giorno successivo. Questi trasporti furono organizzati dall'Ufficio centrale e dalla Gestapo, con quest'ultima responsabile della redazione delle liste di trasporto. Hitler designò Minsk e Riga come destinazioni per i successivi trasporti a causa del sovraffollamento di Łódź; il 16 novembre, un trasporto deportò gli ebrei da Brno a Minsk.
Molti deportati a Łódź morirono a causa delle cattive condizioni di vita nel ghetto. Altri morirono nei campi di lavoro nella Polonia occidentale o dopo la deportazione nei campi di sterminio di Chełmno, Majdanek o Auschwitz; solo circa 250 dei 5.000 ebrei deportati a Łódź sopravvissero alla guerra. Dal trasporto destinato a Minsk, circa 750 dei deportati furono assassinati in un'esecuzione di massa dal 27 al 29 luglio 1942; solo in 12 tornarono dopo la guerra. Dopo l'assassinio di Reinhard Heydrich, avvenuto il 27 maggio 1942, fu dichiarata la legge marziale nel Protettorato. Centinaia di persone, soprattutto ebrei, furono giustiziate con l'accusa di sabotaggio, tradimento e crimini economici. Il 10 giugno, 1.000 ebrei furono deportati da Praga; alcuni furono rimossi dal trasporto a Majdanek e altri furono deportati a Ujazdów vicino al campo di sterminio di Sobibor; sopravvisse solo un uomo. Il 27 ottobre 1944, 18 membri del Consiglio degli Anziani della Comunità Ebraica di Praga furono deportati direttamente ad Auschwitz, dove furono tutti uccisi.

### Il ghetto di Theresienstadt

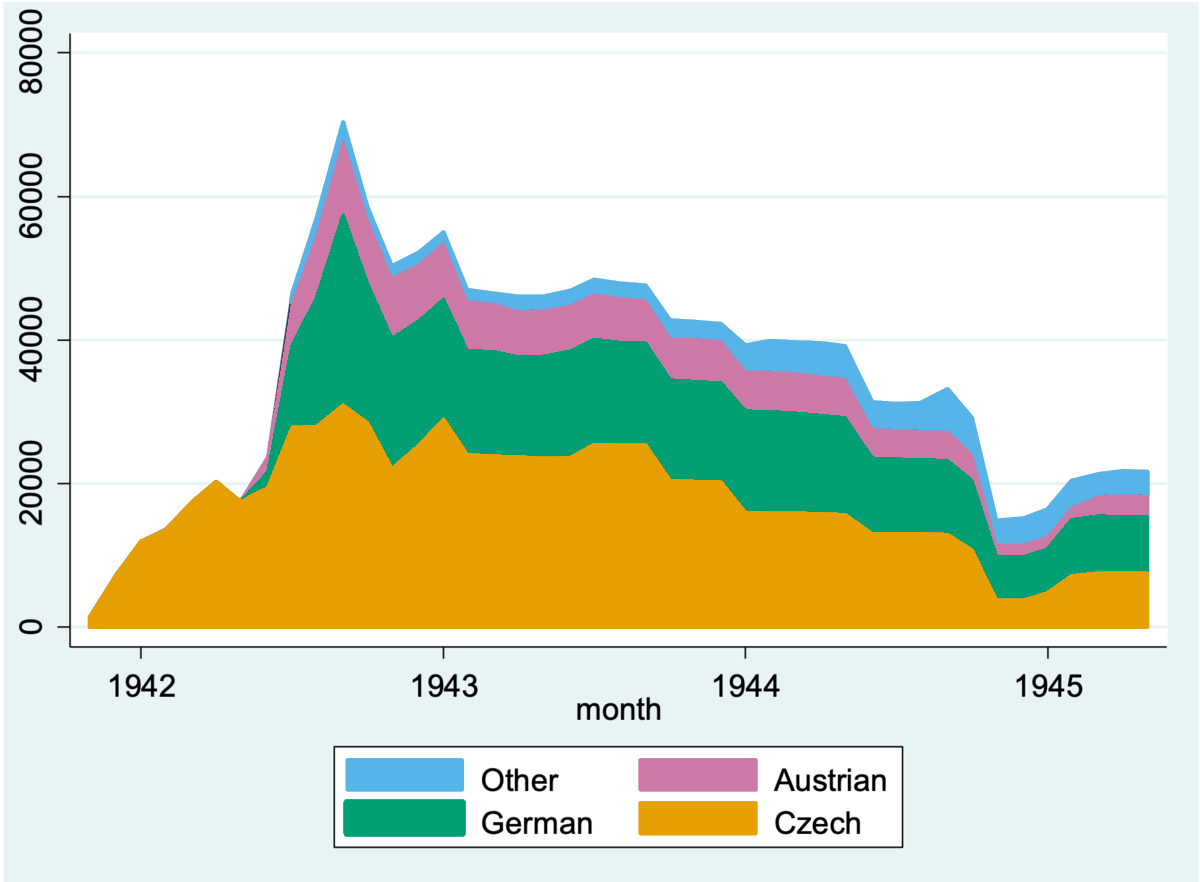
Grafico della popolazione del ghetto di Theresienstadt, divisi per paese di origine. La popolazione originaria era di 3.500 soldati e 3.700 civili.

Nell'ottobre 1941, alla comunità ebraica di Praga fu ordinato di prepararsi alla deportazione degli ebrei, la destinazione scelta fu Theresienstadt, una città a nord di Praga al confine con i Sudeti. La deportazione iniziò nel novembre 1941 con un trasporto di 350 uomini da Praga. Il mese successivo, furono deportate più di 7.000 persone da Praga, Pilsen, Brno e altri luoghi. Ai deportati fu permesso di portare solo 50 Kg di oggetti personali. Il ghetto fu dotato delle proprietà precedentemente confiscate agli ebrei, finanziate con i beni confiscati e con i proventi del lavoro forzato dei detenuti. Fin dall'inizio, Theresienstadt fu designata come ghetto di transito. Il primo trasporto da Theresienstadt partì per Riga il 9 gennaio 1942.
Alla conferenza di Wannsee il 20 gennaio, Heydrich annunciò che Theresienstadt era stata preparata come un ghetto per anziani ebrei tedeschi. Questa decisione inizialmente significò che gli ebrei cechi dovettero essere deportati più a est. I residenti originari di Theresienstadt dovettero andarsene e i tedeschi ricevettero un compenso dall'Ufficio centrale, somme prese dal fondo delle proprietà ebraiche confiscate. Il 29 maggio, due giorni dopo l'assassinio di Heydrich, ai leader ebrei fu detto di aspettarsi la "completa evacuazione degli ebrei dal Vecchio Reich, dall'Ostmark e dal Protettorato". Coloro di età superiore ai 65 anni sarebbero rimasti a Theresienstadt mentre gli ebrei più giovani sarebbero stati deportati in Oriente. I prigionieri di Theresienstadt furono sfruttati ai lavori forzati sia internamente che esternamente al ghetto per progetti tra cui la silvicoltura, l'estrazione del carbone e le ferriere a Praga. Dopo il massacro di Lidice, un gruppo di 30 ebrei di Theresienstadt fu costretto a seppellire le vittime.
Su un totale di 141.000 ebrei deportati a Theresienstadt, 73.608 provenirono dal Protettorato. Nel ghetto morirono circa 33.000 persone di fame e di malattie causate dalla malnutrizione e dalle condizioni anguste e antigieniche. Al momento della liberazione, 6.875 prigionieri di Theresienstadt provenirono dal Protettorato; all'inizio del 1945 circa 100 ebrei si trovarono su un trasporto verso la Svizzera e 700 lasciarono il campo all'inizio di maggio. Tra il 9 gennaio 1942 e il 28 ottobre 1944, circa 60.000 ebrei del Protettorato furono deportati più a est in varie località della Polonia e dei Paesi baltici; meno della metà, cioè 28.368 persone, fu deportata ad Auschwitz. I trasporti nel settembre e dicembre 1943 così come nel maggio 1944 portarono gli ebrei dal ghetto di Theresienstadt al campo per famiglie di Auschwitz II-Birkenau: nei giorni 8 e 9 marzo 1944, 3.792 ebrei del campo per famiglie furono assassinati nelle camere a gas, la più grande esecuzione di massa di cittadini cecoslovacchi durante la guerra. Il campo per famiglie fu sciolto nel luglio 1944. Si dice che solo 3.371 ebrei cechi deportati fuori dal Protettorato siano sopravvissuti.

### Ebrei rimanenti

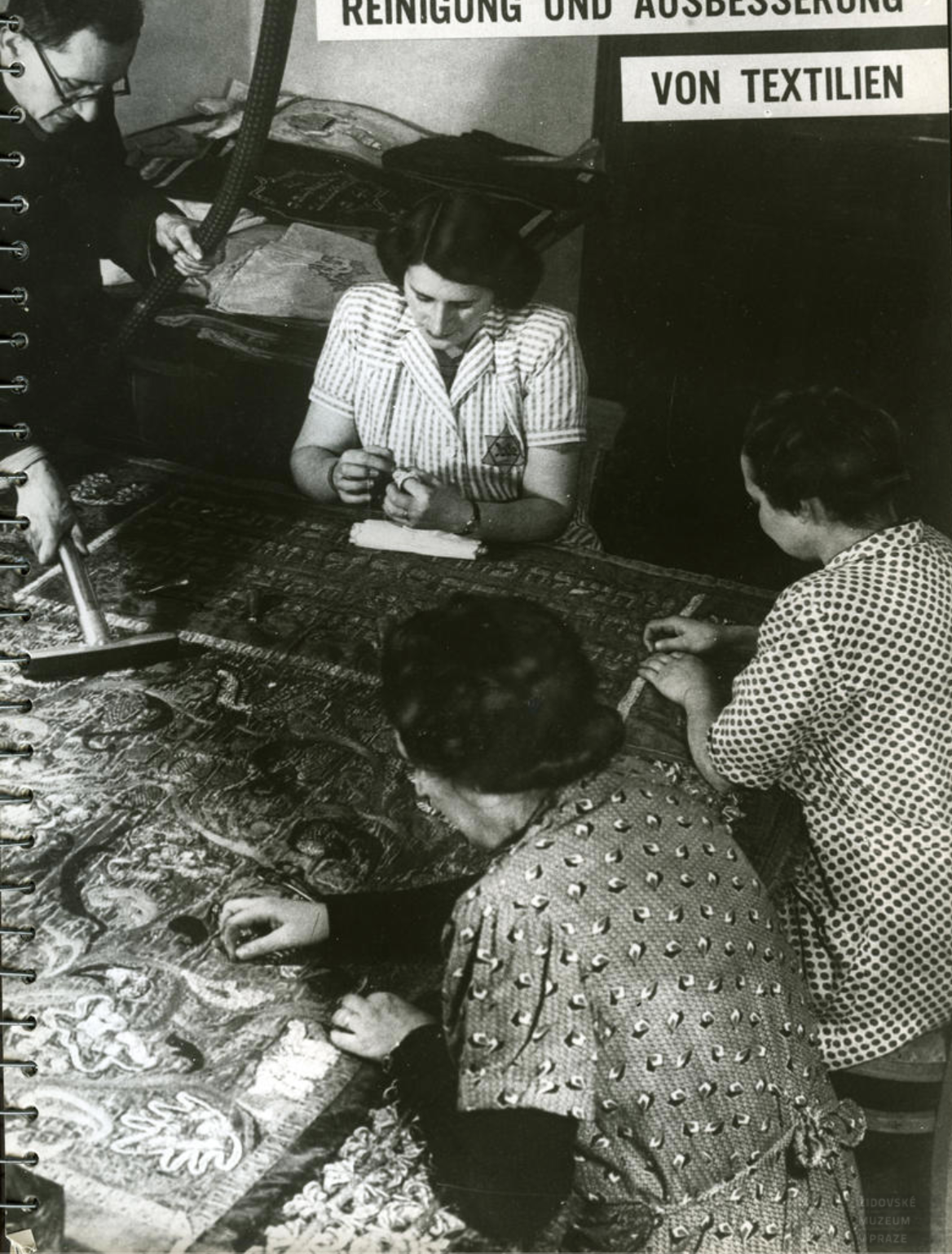
Donne ebree che smistano i tessuti confiscati, 1943

La proprietà degli ebrei deportati furono raccolte dall'ufficio fiduciario della comunità ebraica di Praga per la rivendita. Al suo apice, centinaia di ebrei lavorarono in questo ufficio, raccogliendo oggetti come vestiti, mobili, stoviglie e tappeti, oltre a centinaia di migliaia di libri e centinaia di pianoforti. Vi furono più di cinquanta filiali per trattare le proprietà degli ebrei fuori Praga, dove gli articoli furono classificati e valutati per la vendita. Dopo l'assassinio di Heydrich, si intensificò la spinta alla confisca delle ultime proprietà rimaste delle famiglie non ancora deportate. Nel novembre 1942 fu approvata una legge che confiscò tutte le proprietà degli ebrei deportati dal Protettorato.
Nel giugno 1943, fu deportata quasi l'intera popolazione ebraica del Protettorato, inclusi i 39.395 ebrei di Praga e i 9.000 di Brno. Gli ebrei sposati in matrimoni misti e i bambini sotto i 14 anni con un genitore ebreo furono inizialmente esentati dalla deportazione, dal marzo 1943 furono sottoposti al lavoro forzato e a metà dell'anno rappresentarono la maggior parte degli ebrei rimasti. Nel 1944, l'83,4% degli ebrei fu sottoposta ai lavori forzati, mentre il resto fu considerato inabile al lavoro. Anche le persone di parziale discendenza ebraica furono impiegate nei programmi di lavoro forzato. A metà del 1944, i mariti non ebrei di donne ebree furono convocati per i lavori forzati, a settembre tutti gli ebrei normodotati furono impiegati in un campo di mica di Hagibor.
Tra giugno 1943 e gennaio 1945 altre 900 persone furono portate a Theresienstadt in piccoli gruppi; questi furono principalmente i divorziati e le vedove dei matrimoni misti ma anche i figli di tali matrimoni di almeno 14 anni di età. Alla fine del 1944, solo 6.795 ebrei vivevano ufficialmente nel Protettorato. Tra il gennaio e il 16 marzo 1945, 3.654 ebrei sposati tra loro e altre persone con parziale discendenza ebraica furono deportati a Theresienstadt dopo che fu annullata l'eccezione per il matrimonio misto. Un totale di 2.803 persone, considerate ebrei secondo le leggi di Norimberga, sarebbero sopravvissute senza essere state deportate.
Gli storici ritengono che nascondersi fosse piuttosto raro nel Protettorato, a causa dei fattori geografici, demografici e politici oltre che per l'assenza della collaborazione ceca. I cechi sorpresi ad assistere gli ebrei con l'ausilio di documenti falsi o di nascondigli furono condannati a morte. Non si conosce il numero esatto degli ebrei sopravvissuti nascosti nel Protettorato; H. G. Adler li stimò a 424. Secondo una stima, circa 1.100 ebrei acquisirono dei documenti falsi, ma la maggior parte lasciò il protettorato, o per essere lavoratori stranieri in Germania, in Slovacchia o in Ungheria, di questi non tutti sono sopravvissuti alla guerra. Coloro che ebbero maggiori possibilità di sopravvivenza furono i piccoli gruppi mai registrati come ebrei.

## Conseguenze

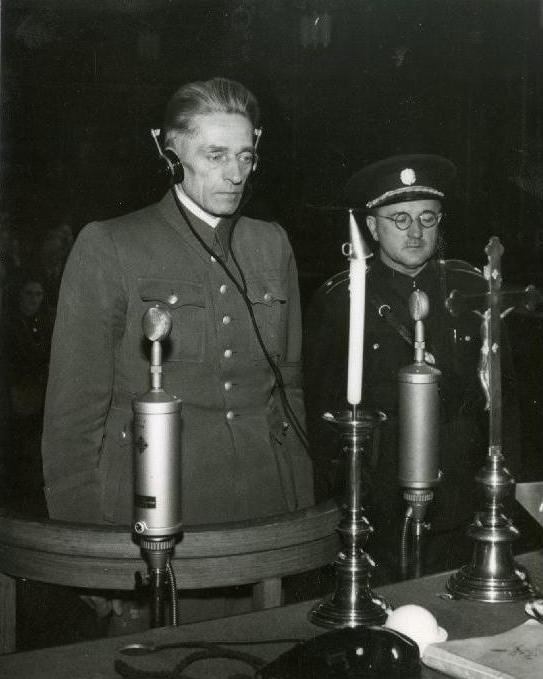
Karl Hermann Frank (a sinistra) sotto processo a Praga, 1946

La Boemia e la Moravia furono liberate nel maggio 1945 dagli Alleati occidentali, che arrivarono a Pilsen il 5 maggio, e dall'Armata Rossa, che conquistò Praga il 9 maggio 1945 in seguito all'offensiva di Praga. Più di tre quarti dei morti in guerra cecoslovacchi furono ebrei morti durante l'Olocausto. Il bilancio totale delle vittime degli ebrei del Protettorato fu di circa 80.000 persone, l'80% della popolazione prebellica. Oltre agli emigrati, circa 14.000 ebrei sopravvissero in altro modo. Un terzo degli ebrei emigrati tornò dopo la guerra. Nel 1946 ci furono circa 23.000 ebrei nelle regioni ceche, di cui la metà vissero altrove prima della guerra. L'emigrazione in Palestina fu limitata dalla fine del 1949, dopo il colpo di stato comunista del 1948. Nel 1950, in Cecoslovacchia erano rimasti un numero variabile tra i 14.000 e i 18.000 ebrei.
Il presidente Edvard Beneš mise in chiaro che la Cecoslovacchia del dopoguerra doveva essere una nazione di soli cechi e slovacchi. Gli ebrei rimasti nel paese hanno subito pressioni per assimilarsi o andarsene. Circa 2.000-3.000 ebrei, precedentemente identificati come tedeschi nei censimenti prebellici, furono soggetti alle stesse discriminazioni dei tedeschi non ebrei, inclusa la privazione della cittadinanza, la confisca della proprietà e l'obbligo di indossare i bracciali bianchi: in base a queste discriminazioni, migliaia di ebrei chiesero di lasciare volontariamente il paese. La deportazione degli ebrei nell'ambito dell'espulsione dei tedeschi fu bruscamente interrotta nel settembre 1946 a causa dell'indignazione dei media e delle obiezioni mosse del governatore militare della zona di occupazione americana della Germania: nonostante questi tentativi misure alcuni ebrei furono comunque deportati, solo 2.000 ebrei considerati tedeschi riuscirono alla fine a riconquistare la cittadinanza cecoslovacca, la gran parte finì per emigrare principalmente in Germania dove furono segnalate alcune rivolte antiebraiche in 31 diverse località.
Sebbene le leggi del dopoguerra negassero la confisca delle proprietà, la maggior parte degli ebrei (anche quelli riconosciuti come cechi) dovettero affrontare seri ostacoli nel recupero dei loro averi. Molti ebrei non poterono tornare nelle loro case ormai occupate dai cechi non ebrei. Essere considerato tedesco, ad esempio per aver frequentato una scuola di lingua tedesca, fu un motivo valido per non restituire una casa confiscata a un sopravvissuto ebreo. Quando gli ebrei lasciarono i beni ai conoscenti non ebrei, questi spesso non furono ben disposti a restituirli. Sia i comunisti che i nazionalisti chiesero la nazionalizzazione delle proprietà ebraiche. La maggior parte delle proprietà confiscate non fu rivendicata dagli eredi e fu trasferita nel 1947 al Currency Liquidation Fund. Negli anni '90, le leggi consentirono ai sopravvissuti e ai loro discendenti cechi di rivendicare le proprietà o il loro valore equivalente. Questo processo escluse la maggior parte degli ebrei emigrati in Israele o negli Stati Uniti. Diversi autori e collaboratori dell'Olocausto furono processati davanti ai tribunali del popolo e giustiziati, nell'ambito di un'epurazione dei collaboratori che fu una delle più severe d'Europa. Le persone che denunciarono gli ebrei o diedero aiuto all'epurazione dalle associazioni vennero punite duramente, a differenza di coloro che invece beneficiarono finanziariamente della confisca dei beni.
Alcuni sopravvissuti all'Olocausto abbracciarono il comunismo, sperando di costruire un regime politico completamente nuovo sulla base dell'uguaglianza e della giustizia sociale. L'antisemitismo sponsorizzato dallo stato fu più importante negli anni '50, come fu evidente soprattutto nel Processo Slánský, in cui la maggior parte dei comunisti ebrei furono accusati di cospirazione per conto di una cospirazione sionista mondiale. Il processo fu accompagnato da una campagna antisemita di livello nazionale: alcuni ebrei furono perseguiti in altri processi motivati politicamente e centinaia di ebrei persero il lavoro.
Molti comunisti ebrei appoggiarono le motivazioni della Primavera di Praga, 6.000 ebrei emigrarono dopo l'invasione da parte del Patto di Varsavia del 1968. Al momento della rivoluzione di velluto del 1989, in Cecoslovacchia non vivevano più di 10.000 ebrei. Nel 2021, circa 3.000 persone erano ufficialmente registrate presso le comunità ebraiche nella Repubblica Ceca, ma la Federazione delle comunità ebraiche stima che il numero di persone legate all'ebraismo sia compreso tra i 15.000 e i 20.000 individui.

## Eredità

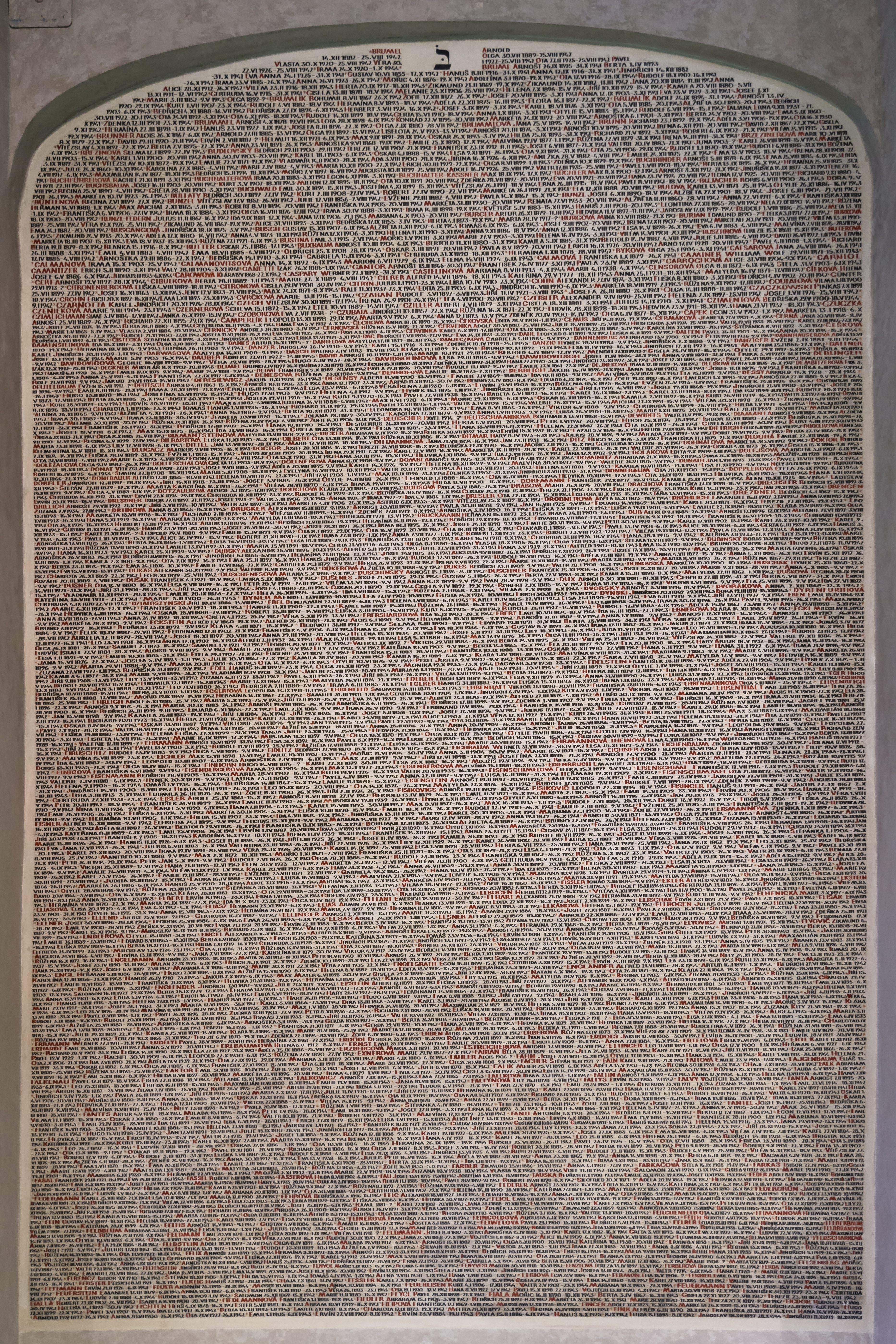
Elenco delle vittime sul muro della sinagoga Pinkas a Praga, Brumel–Fink

Durante il regime comunista in Cecoslovacchia, l'Olocausto fu per lo più ignorato nella cultura storica comunista. Mentre il massacro di Lidice divenne un simbolo egemonico dell'occupazione tedesca, il più grande massacro di cittadini cecoslovacchi durante la guerra, avvenuto ad Auschwitz nell'8-9 marzo 1944, fu quasi dimenticato al di fuori della comunità ebraica. La tendenza ad aggiungere vittime ebree al totale delle vittime della guerra cecoslovacca ignorando l'Olocausto fu pratica comune nella storiografia comunista, criticata dal gruppo di opposizione Charta 77. Negli anni '70 e '80, Miroslav Kárný fu il primo storico ceco a scrivere di propria iniziativa dell'Olocausto in Boemia e Moravia.
Dopo la caduta del regime comunista nel 1989, l'interesse degli studiosi per l'Olocausto aumentò notevolmente, con la pubblicazione di molte tesi accademiche relative all'Olocausto. Questo interesse ha raggiunto il picco intorno agli anni 2000. Gli storici cechi hanno lottato per integrare l'Olocausto nella storia ceca, fenomeno descritto dallo storico Michal Frankl come "leggermente etnocentrico". Il genocidio dei Rom innescò un acceso dibattito pubblico sul ruolo della Seconda Repubblica e del governo del Protettorato nella creazione dei campi di concentramento per Rom e Sinti a Lety e Hodonin.
Anche l'espulsione dei tedeschi fu una questione molto controversa nella storiografia e per le relazioni ceco-tedesche. Al contrario, l'Olocausto fu percepito come "non controverso" nella neonata Repubblica Ceca. Intorno al 2010, alcuni storici hanno iniziato a esaminare l'Olocausto al di fuori di un quadro nazionale e a ricercare le questioni inerenti al ruolo del governo del protettorato e della popolazione ceca nella persecuzione degli ebrei. Questa ricerca ha portato alla politicizzazione, in modo simile a quanto già avvenuto in Polonia e Ungheria.
Con il passare del tempo, l'Olocausto è diventato anche un argomento della cultura popolare ceca, principalmente dopo il 1989. La rappresentazione dell'Olocausto è maggiore nella forma di letteratura e cultura popolare rispetto a forme come musei e monumenti. I nomi delle 77.297 vittime conosciute dell'Olocausto provenienti dalla Boemia e dalla Moravia sono riportati sui muri della sinagoga Pinkas a Praga. Altri memoriali si trovano a Terezín e in pochi altri luoghi.
Il film del 1960 Giulietta, Romeo e le tenebre è uno dei film cecoslovacchi di maggior successo e descrive il tentativo fallito di un giovane di nascondere la sua amante ebrea. Jiří Weil e Arnošt Lustig, entrambi sopravvissuti all'Olocausto, divennero noti per la letteratura prodotta sull'evento. Nel ventunesimo secolo, una tendenza importante nella letteratura sono stati gli scrittori che hanno collegato l'Olocausto e l'espulsione dei tedeschi, considerando entrambi gli eventi come parte di un processo decennale in cui la tradizionale convivenza di cechi, tedeschi ed ebrei nelle regioni ceche fu violentemente distrutta.

### Libri
- (EN) Christopher R. Browning, The Origins of the Final Solution: The Evolution of Nazi Jewish Policy, September 1939 – March 1942, University of Nebraska Press, 2007, ISBN 978-0-8032-0392-1.
- (EN) Kateřina Čapková, Czechs, Germans, Jews?: National Identity and the Jews of Bohemia, Berghahn Books, 2012, ISBN 978-0-85745-475-1.
- Foreign Claims Settlement Commission, Foreign Claims Settlement Commission of the United States: Decisions and Annotations, U.S. Government Printing Office, 1968, OCLC 1041397012.
- (EN) Wolf Gruner, Jewish Forced Labor Under the Nazis: Economic Needs and Racial Aims, 1938-1944, Cambridge University Press, 2006, ISBN 978-0-521-83875-7.
- Wolf Gruner, The Holocaust in Bohemia and Moravia: Czech Initiatives, German Policies, Jewish Responses, Berghahn Books, 2019, ISBN 978-1-78920-285-4.
- (DE) Peter Hallama, Nationale Helden und jüdische Opfer: Tschechische Repräsentationen des Holocaust, Vandenhoeck & Ruprecht, 2015, ISBN 978-3-525-30073-2.
- (DE) Susanne Heim, Deutsches Reich und Protektorat Böhmen und Mähren Oktober 1941 – März 1943, in Die Verfolgung und Ermordung der europäischen Juden durch das nationalsozialistische Deutschland 1933–1945, vol. 6, De Gruyter, 2019, ISBN 978-3-11-040232-2.
- (EN) Jan Láníček, Czechs, Slovaks and the Jews, 1938-48: Beyond Idealisation and Condemnation, Springer Verlag, 2013, ISBN 978-1-137-31747-6.
- (EN) Andrea Löw, German Reich and Protectorate of Bohemia and Moravia September 1939–September 1941, in The Persecution and Murder of the European Jews by Nazi Germany, 1933–1945, vol. 3, De Gruyter, 2020, ISBN 978-3-11-052636-3.
- (EN) Livia Rothkirchen, The Jews of Bohemia and Moravia: Facing the Holocaust, University of Nebraska Press, 2006, ISBN 978-0803205024.
- (EN) Tomas Sniegon, Vanished History: The Holocaust in Czech and Slovak Historical Culture, Berghahn Books, 2014, ISBN 978-1-78238-295-9.

### Capitoli
- (EN) Michael J. Bazyler, Kathryn Lee Boyd, Kristen L. Nelson e Rajika L. Shah, Czech Republic, in Searching for Justice after the Holocaust: Fulfilling the Terezin Declaration and Immovable Property Restitution, Oxford University Press, 2019,  pp. 103-116, ISBN 978-0-19-092306-8.
- Vojtěch Blodig e Joseph Robert White, Protectorate of Bohemia and Moravia, in Ghettos in German-Occupied Eastern Europe, Encyclopedia of Camps and Ghettos, 1933–1945, vol. 2, Indiana University Press, 2012,  pp. 177-184, ISBN 978-0-253-00202-0.
- (EN) Kateřina Čapková, Periphery and Center: Jews in the Bohemian Lands from 1945 to the Present, in Prague and Beyond: Jews in the Bohemian Lands, University of Pennsylvania Press, 2021,  pp. 235-279, ISBN 978-0-8122-9959-5.
- Michal Frankl, The Sheep of Lidice: The Holocaust and the Construction of Czech National History, in Bringing the Dark Past to Light. The Reception of the Holocaust in Postcommunist Europe., University of Nebraska Press, 2013,  pp. 166-194, ISBN 978-0-8032-2544-2.
- (DE) Benjamin Frommer, Verfolgung durch die Presse: Wie Prager Büroberater und die tschechische Polizei die Juden des Protektorats Böhmen und Mähren isolieren halfen (XML), in Alltag im Holocaust: Jüdisches Leben im Großdeutschen Reich 1941–1945, De Gruyter, 2014,  pp. 137-150, DOI:10.1524/9783486735673.137, ISBN 978-3-486-73567-3.
- (EN) Benjamin Frommer, The Saved and the Betrayed: Hidden Jews in the Nazi Protectorate of Bohemia and Moravia, in Unlikely Heroes: The Place of Holocaust Rescuers in Research and Teaching, University of Nebraska Press, 2019,  pp. 37-56, ISBN 978-1-4962-1632-8.
- (EN) Benjamin Frommer, Privileged Victims: Intermarriage between Jews, Czechs, and Germans in the Nazi Protectorate of Bohemia and Moravia, in Intermarriage from Central Europe to Central Asia: Mixed Families in the Age of Extremes, University of Nebraska Press, 2020,  pp. 47-82, ISBN 978-1-4962-0211-6.
- (EN) Benjamin Frommer, Honorary Czechs and Germans: Petitions for Aryan Status in the Nazi Protectorate of Bohemia and Moravia, in Resisting Persecution: Jews and Their Petitions during the Holocaust, Berghahn Books, 2020,  pp. 72-91, ISBN 978-1-78920-720-0.
- (EN) Benjamin Frommer, The Holocaust in Bohemia and Moravia, in Prague and Beyond: Jews in the Bohemian Lands, University of Pennsylvania Press, 2021,  pp. 196-234, ISBN 978-0-8122-9959-5.
- (EN) Wolf Gruner, Protectorate of Bohemia and Moravia, in The Greater German Reich and the Jews: Nazi Persecution Policies in the Annexed Territories 1935–1945, War and Genocide, Berghahn Books, 2015,  pp. 99-135, ISBN 978-1-78238-444-1.
- (EN) Ines Koeltzsch, Michal Frankl e Martina Niedhammer, Becoming Czechoslovaks: Jews in the Bohemian Lands, 1917–38, in Prague and Beyond: Jews in the Bohemian Lands, University of Pennsylvania Press, 2021,  pp. 157-195, ISBN 978-0-8122-9959-5.
- (EN) Jörg Osterloh, Sudetenland, in The Greater German Reich and the Jews: Nazi Persecution Policies in the Annexed Territories 1935–1945, War and Genocide, Berghahn Books, 2015,  pp. 99-135, ISBN 978-1-78238-444-1.
- (DE) Eva Schmidt-Hartmann, Tschechoslowakei (XML), in Dimension des Völkermords: Die Zahl der jüdischen Opfer des Nationalsozialismus, De Gruyter, 2015,  pp. 353-380, DOI:10.1524/9783486708332.353, ISBN 978-3-486-70833-2.

### Pubblicazioni
- (EN) Kateřina Čapková, Between Expulsion and Rescue: The Transports for German-speaking Jews of Czechoslovakia in 1946, in Holocaust and Genocide Studies, vol. 32, n. 1, 2018,  pp. 66-92, DOI:10.1093/hgs/dcy005, ISSN 8756-6583 (WC · ACNP).
- Michal Frankl, Prejudiced Asylum: Czechoslovak Refugee Policy, 1918–60, in Journal of Contemporary History, vol. 49, n. 3, 2014,  pp. 537-555, DOI:10.1177/0022009414528260, ISSN 1461-7250 (WC · ACNP).
- Michal Frankl, Free of Controversy? Recent Research on the Holocaust in the Bohemian Lands, in Dapim: Studies on the Holocaust, vol. 31, n. 3, 2017,  pp. 262-270, DOI:10.1080/23256249.2017.1371725, ISSN 2325-6249 (WC · ACNP).
- (EN) Michal Frankl, Holocaust History in the Bohemian Lands, in Istituto Wiesenthal di Vienna per gli Studi sull'Olocausto, vol. 8, n. 2, 2021,  pp. 5-12, DOI:10.23777/SN.0221/ART_MFRA01, ISSN 2408-9192 (WC · ACNP).
- (DE) Alena Hájková, Erfassung der jüdischen Bevölkerung des Protektorates, in Theresienstädter Studien und Dokumente, n. 4, 1997,  pp. 50-62.
- Anna Hájková, To Terezín and Back Again: Czech Jews and their Bonds of Belonging from Deportations to the Postwar, in Dapim: Studies on the Holocaust, vol. 28, n. 1, 2014,  pp. 38-55, DOI:10.1080/23256249.2014.881594.
- Anja Tippner, Postcatastrophic entanglement? Contemporary Czech writers remember the holocaust and post-war ethnic cleansing, in Memory Studies, vol. 14, n. 1, 2021,  pp. 80-94, DOI:10.1177/1750698020976463.